# Ustka
Ustka (kaszub. Ùskô lub Ùszcz, niem. Stolpmünde) – miasto w północnej Polsce, w województwie pomorskim, w powiecie słupskim, siedziba gminy wiejskiej Ustka, na historycznym Pomorzu Zachodnim.
Ustka leży na Wybrzeżu Słowińskim, u ujścia rzeki Słupi do Morza Bałtyckiego. Jest miastem portowym, uzdrowiskiem klimatyczno-balneologicznym (solanka i borowina), kąpieliskiem morskim i ośrodkiem wypoczynkowym.
Według danych GUS z 30.06.2024 r., Ustka liczyła 13 574 mieszkańców.
Od 13 lipca 2003 Ustkę i Słupsk łączy porozumienie zwane Dwumiastem. Oba miasta są połączone komunikacją kolejową i autobusową.
W Lędowie koło Ustki zlokalizowane jest Centrum Szkolenia Marynarki Wojennej, będące głównym ośrodkiem szkoleniowym dla potrzeb Marynarki Wojennej.
We wczesnym średniowieczu Ustka była kaszubską osadą rybacką przynależną do kasztelanii słupskiej i dzieliła historyczne losy z pobliskim Słupskiem. Obecnie, klimat starej portowej osady znaleźć można jeszcze wśród rybackich domów w kwartale wytyczonym ulicami Marynarki Polskiej i Czerwonych Kosynierów. Zachował się tu jeszcze układ uliczek średniowiecznej wsi, który z uwagi na jego wartość historyczną, objęty został ochroną konserwatorską.
Współcześnie to miejsce chętnie odwiedzane przez turystów, ze względu na bliskość Morza Bałtyckiego, dogodność komunikacyjną oraz liczbę noclegów, hoteli i pensjonatów, a także restauracji i tawern.

## Położenie
Ustka leży nad Bałtykiem w zachodniej części Wybrzeża Słowińskiego. W Ustce rzeka Słupia wpada do morza. W zachodniej części miasta do morza uchodzi także strumień Czarna.
Według danych z 1 stycznia 2015 powierzchnia miasta wynosiła 10,19 km², z czego 46% stanowią lasy, a 11% – użytki rolne. Obszar miast stanowi 0,44% powierzchni powiatu słupskiego oraz 16,4% jego ludności.
Układ miejski tworzy: 88 ulic, 2 place (Dąbrowskiego, Wolności) oraz 3 trakty (Promenada Nadmorska, Bulwar Portowy, Trakt Solidarności). Dawne dzielnice miasta: Grabienko, Mokrzyca, Ustka-Leśniczówka.
Miasto znajduje się na północno-zachodnim krańcu województwa pomorskiego, w powiecie słupskim i graniczy z gminą wiejską Ustka.
W okresie powojennej polskiej administracji, w latach 1950–1975 należała do województwa koszalińskiego, a w latach 1975–1998 – do województwa słupskiego.

## Demografia
Według protokołu wizytacji biskupiej z 1665 osiedlonych w ówczesnej Ustce były 33 rodziny. W październiku 1947 Ustkę zamieszkiwało 3458 Polaków i 371 Niemców.

### Rok 2014
Według danych z 31 grudnia 2014 r. miasto miało 16 056 mieszkańców.
| Zmiana liczby ludności w Ustce od 1818 r. w tys. osób |

Piramida wieku mieszkańców Ustki w 2014 roku

### Rok 2021
Według danych GUS, Ustka w 2021 roku liczyła 14 954 mieszkańców, w tym 7134 mężczyzn (47,7%) i 7820 kobiet (52,3%). W wieku produkcyjnym było 61,7% mężczyzn i 49,3% kobiet.

## Toponimia
Nazwa ma pochodzenie słowiańskie i charakter topograficzny. Powstała przez dodanie do pomorskiego kontynuantu psł. nazwy pospolitej *ustьje „ujście” formantu -ka. Friedrich Lorentz odnotował wariant nazwy w lokalnych gwarach słowińskich: Vʉ͂skå, wraz z nazwami mieszkańców: Vʉ͂ščȯu̯n, Vʉ͂ščȯu̯nkă „ustczanin, ustczanka”. Niemiecka nazwa Stolpmünde również ma charakter topograficzny i jest złożeniem dwóch elementów: nazwy własnej Stolpe „Słupia” (o słowiańskim pochodzeniu) i nazwy pospolitej Münde „ujście”.
Przed II wojną światową polscy kartografowie używali nazwy Uście. Przez kilka miesięcy po przejęciu miasta przez administrację polską w 1945 roku równolegle funkcjonowało kilka nazw miasta: Nowy Słupsk, Nowe Słupie, Postomin, Postomino, Słupioujście, Słupie, Ujście i Uszcz. Ostatecznie rozporządzeniem w 1946 roku ustalona została nazwa Ustka.
Rada Języka Kaszubskiego proponuje kaszubską formę nazwy Ùstka. Stowarzyszenie „Kaszëbskô Jednota” używa na swoich mapach nazwy Ùszcz. 

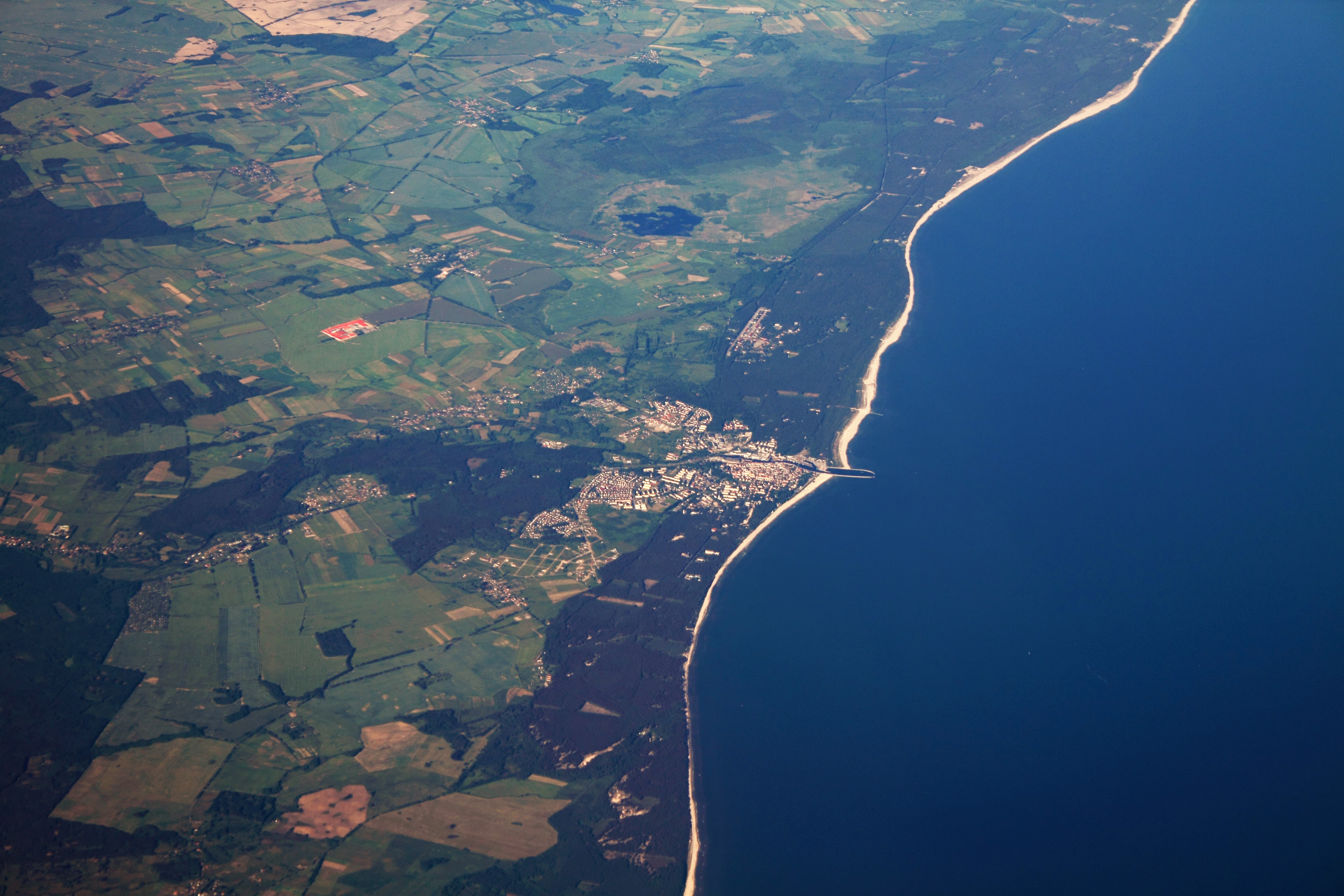
Zdjęcie lotnicze Ustki

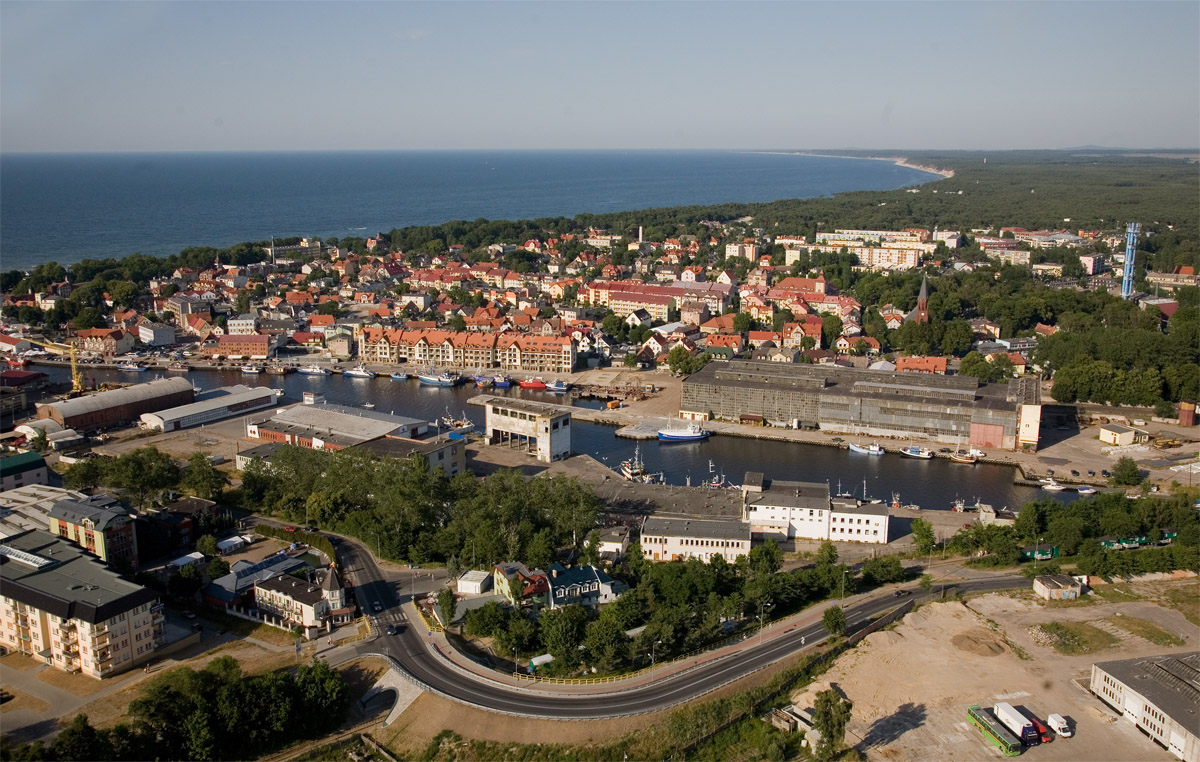
Ustka z lotu ptaka (2010)

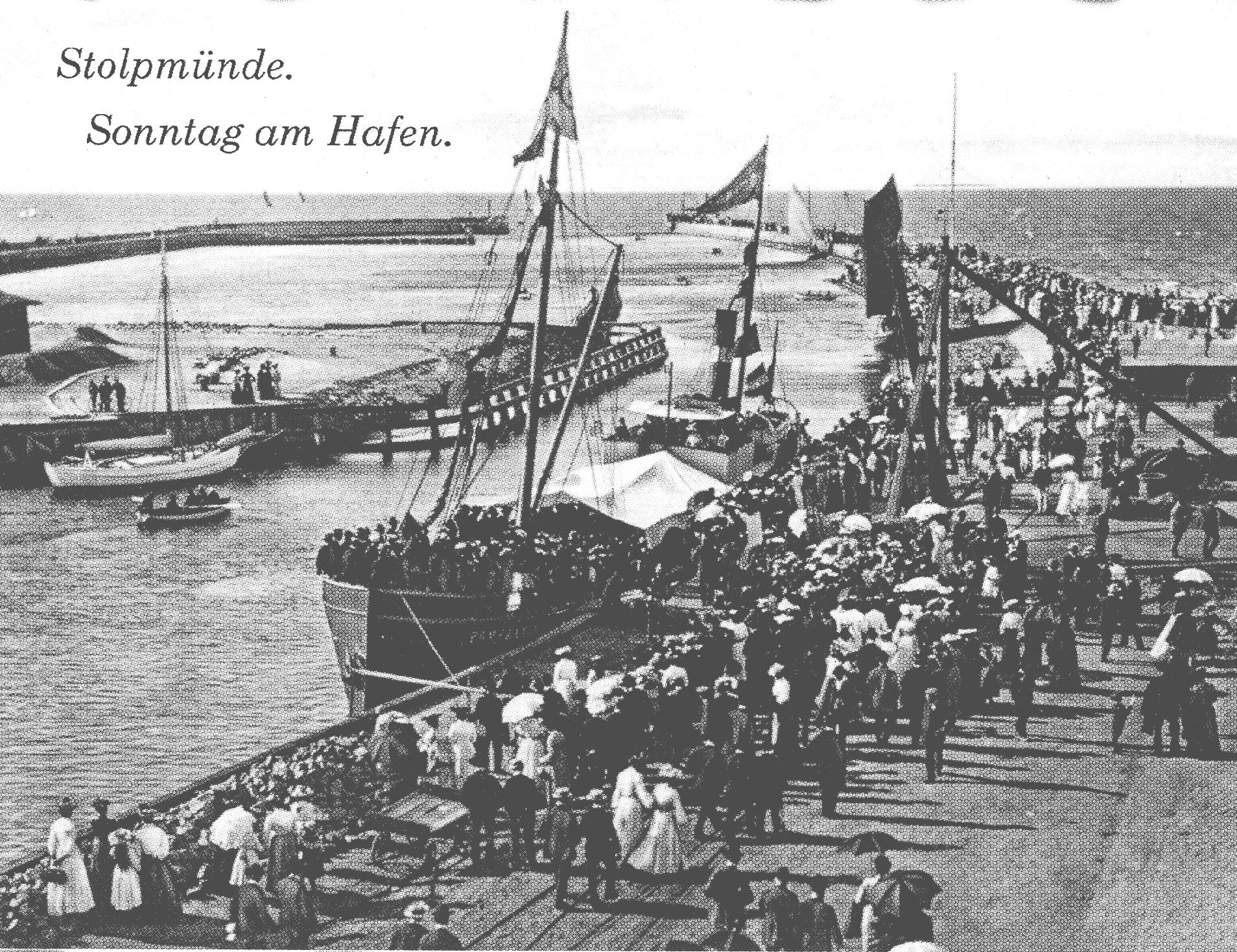
Port – kanał portowy (1905)

## Historia
Z umowy słupskich radnych ze Święcami (Jaśko ze Sławna oraz Jaśko z Darłowa) z 2 lutego 1337 pochodzi informacja o istnieniu warowni w miejscu ujścia Słupi. Warownia w Ustce jest grodziskiem „quondam castrum”, w umowie jest to miejsce określone jako:
...nec non totum et integrum portum Stolpesmunde dictum, penes aquam stolpensem tam ab una quam alia parte situm...
...jak również cały i niepodzielny port Ustka, położony po obu stronach rzeki Słupi...
Podobnie jak mieszkańcy innych wsi miejskich, ustczanie byli poddanymi Słupska. Z tego tytułu składać musieli przysięgę poddańczą, tzw. przysięgę ustecką, oraz płacić podatki na rzecz miasta, dbać o stan portu i nabrzeży, naprawiać je, udzielać pomocy przy rozładunku i załadunku statków oraz przy wejściu statków do portu. Obowiązywał ich także przymus młynny (młyn miejski w Zamełowie). Mieszkańcy Ustki wyróżniali się nie tylko obowiązkiem świadczenia wszelkich prac i usług związanych z portem, ale także płaceniem podatku szosowego, a nie czynszu, lub odrabianiem pańszczyzny. Aż do wojny trzydziestoletniej samodzielni ekonomicznie ustczanie, głównie szyprowie, karczmarze i wójtowie, przyjmowali obywatelstwo miasta Słupska i korzystali z przywilejów wynikających z posiadania praw miejskich. Rada miejska Słupska ustanawiała statuty, regulaminy i taryfy portowe, mianowała wójta, decydowała o wszelkich pracach związanych z funkcjonowaniem portu, określała rodzaje i wysokość podatków płaconych przez ustczan, sprawowała patronat nad kościołem i szkołą. Rada miejska, jako sąd wyższy, była instancją odwoławczą od wyroków sądu niższego. Wójt Ustki był jednocześnie wójtem portowym. Sprawował on władzę wykonawczą na terenie Ustki w odniesieniu do jej stałych mieszkańców, przebywających okresowo gości (kupców) oraz spraw wynikających z bieżącego funkcjonowania portu.
Od 1329 do końca 1342 Ustka i Słupsk w drodze zastawu były w posiadaniu zakonu krzyżackiego. Był to okres trudny, bo gdy książę Bogusław V nie był w stanie spłacić w terminie do 1 stycznia 1343 r. należnej kwoty 3334 grzywien, realna stała się groźba przejęcia ziemi przez zakon w wieczyste posiadanie. Ostatecznie sumę tę zebrało społeczeństwo. Pieniądze te pozwoliły Słupskowi i mieszkańcom ziemi słupskiej wykupić się z rąk Krzyżaków. Od 1368 Ustka leżała w granicach księstwa słupskiego, dawnego lenna Korony Królestwa Polskiego, następnie w granicach księstwa pomorskiego Gryfitów ze stolicą w Szczecinie.
Od XIII wieku na tereny te napływali niemieccy kolonizatorzy. Liczba ludności coraz szybciej wzrastała. Kościół w Ustce, która już wówczas miała inną nazwę – Stolpmünde, był budowany wraz z kościołem w Grabnie (1356). Zbudowany z drewna kościół pod wezwaniem św. Mikołaja stał na podwyższeniu, prawdopodobnie w środku starego grodziska słowiańskiego. Filialna świątynia kościoła w Grabnie była wykorzystywana jako znak nawigacyjny dzienny i nocny.
Poważniejszą inwestycją była, rozpoczęta (według Andersona) około połowy XIV w., rozbudowa portu. Zbudowano wówczas pierwsze trwałe urządzenia portowe w postaci mol o długości ok. 55 m, wykonanych z kaszyc, wzmocnionych palami, oraz drewnianych umocnień brzegowych kanału portowego, długości: lewy, zachodni brzeg – 280 m, prawy, wschodni – 320 m. Przedłużeniem umocnień były mola. Następny etap rozbudowy portu, połączony z kapitalnym remontem dotychczasowych urządzeń, miał miejsce w XV w. Przedłużono wówczas mola do ok. 100 m, wzmocniono wschodni brzeg kanału portowego palową ścianą o długości 170 m oraz wymieniono wszystkie zużyte lub uszkodzone elementy dotychczasowych konstrukcji.
Wizytacje szkół przynoszą pierwsze informacje o szkole w Ustce z 28 lipca 1590 i z 1729. W 1590 wzmiankowano też, że mieszkańcy Ustki zajmują się intensywnie także rybołówstwem.
W czasie wojny trzydziestoletniej 2 listopada 1626 r. do portu w Ustce wkroczyły wojska szwedzkie. Obroty portu spadły. Zmniejszyła się też liczba mieszkańców. Dodatkowo do klęsk związanych z wojną w 1644 Ustkę strawił pożar; ocalało 15 domów i kościół.
W 1648 traktat pokojowy i dodatkowe uzgodnienia w 1653 przyporządkowały wschodnią część Pomorza Zachodniego, a więc i Ustkę, pod zwierzchnictwo państwa brandenbursko-pruskiego, przekształconego w 1701 w Królestwo Prus.
W XVIII wieku nieliczne statki rozładowywane były na redzie. W 1794 Ustka liczyła około 700 mieszkańców.

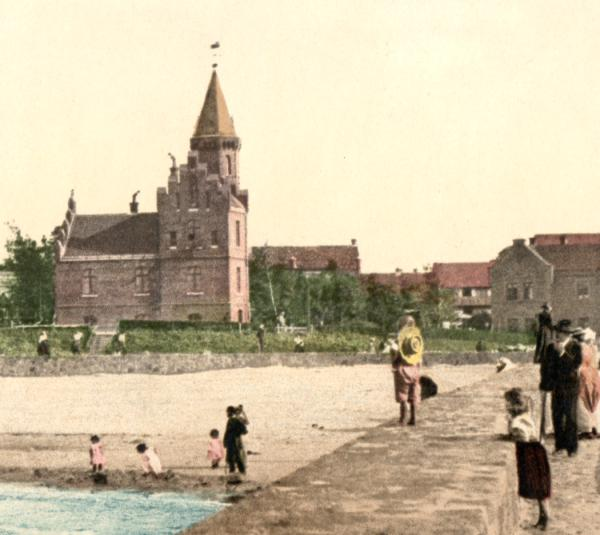
Latarnia morska (XIX w.)

Nowa wojna wywołana przez Napoleona powoduje, że Wielka Armia zajęła Pomorze Zachodnie na przełomie 1806/07. Port w Ustce był blokowany.
W 1888 był konsekrowany nowy kościół. Budynek murowany z cegły na fundamencie z głazów granitowych. Budowa kolei (początek XX wieku) wąsko- i szerokotorowej dokonała przyspieszenia w rozwoju gospodarczym portu, jak również całego regionu. Liczba ludności Ustki w 1818 wynosiła 477, a w 1941 – 5051 osób.

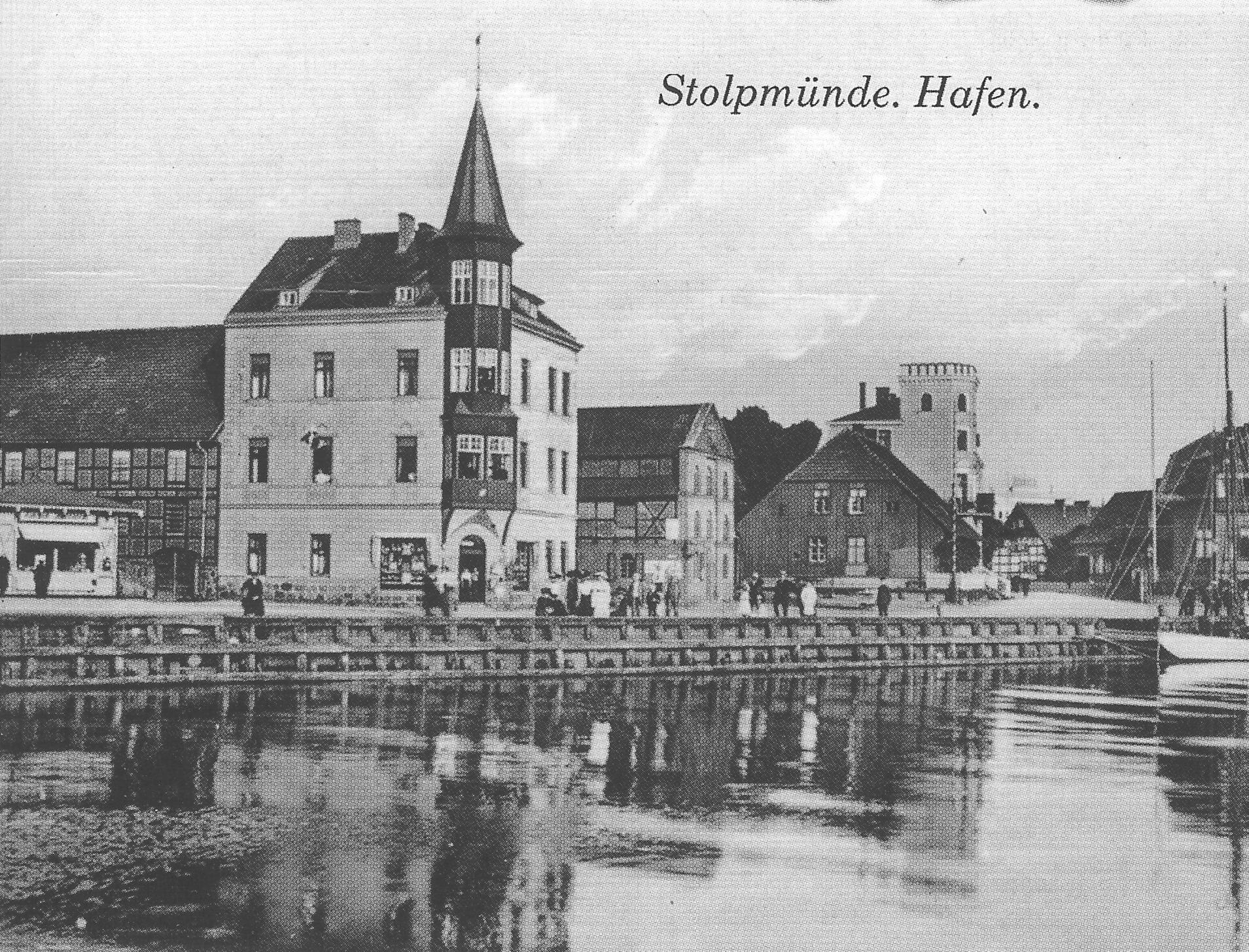
Nabrzeże portowe (1910)

Pierwsze, wcale niemałe inwestycje infrastruktury wypoczynkowej zostały podjęte przez gminę miejską w 1911. Budowle po obu stronach portu były konstrukcji drewnianej usadowione na palach. Projekt wzorował się na łazienkach w Sopocie. Od tego czasu jest nieprzerwany przyrost realizacji tych inwestycji.
W 1904 latarnia morska w Ustce emitowała światło białe przerywane. A od 1913 r. dodatkowo na wschodnim falochronie pracowała syrena mgłowa.
W dniu 8 stycznia 1914 roku doszło na plaży zachodniej w rejonie Ustki do katastrofy morskiej – mały i stary parowiec „Stolp” został wyrzucony podczas sztormu na brzeg.
Od września 1939 i od czerwca 1941 obowiązywały na pewien czas obostrzenia dla cywilnego ruchu statków. W czasie wojny pojawiły się plany rozbudowy portu. Szybko zaniechano prac, a jedynym niemym świadkiem tych zdarzeń jest kawałek niedokończonego mola (tzw. trzecie molo). Od 1942 w niewielkim stopniu była rozbudowywana stocznia. Do połowy 1944 w Ustce było ok. 230 więźniów. Od września 1944 r. Niemcy „przechowywali” w Ustce spory duński pancernik obrony wybrzeża „Niels Juel”, który służył im jako jednostka pomocnicza. W 1944 dla Ustki (w szczególności ze względu na port, który dawał możliwość ucieczki przed frontem) rozpoczął się okres zgromadzeniem się dużej liczby uchodźców. Panowała szczególnie ostra zima, brakowało kwater i żywności.

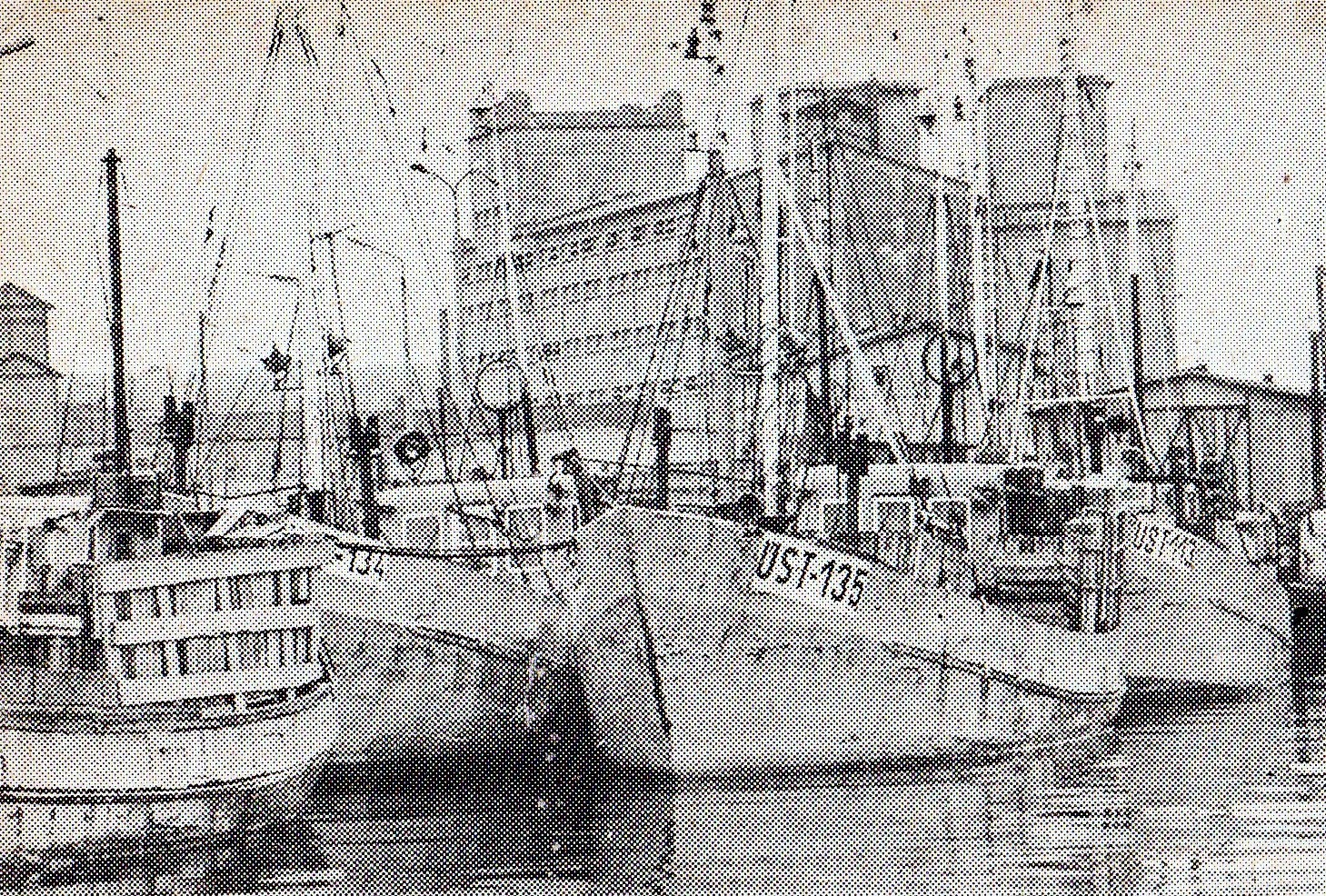
Port w Ustce w 1979

9 marca 1945 miasto zostało zajęte przez oddziały pancerne 3 Gwardyjskiego Korpusu Pancernego 2 Frontu Białoruskiego (po wojnie ku czci żołnierzy radzieckich postawiono pomnik na pl. Wolności). Została w mieście utworzona komendantura, która utworzyła niemiecką, pomocniczą administrację z niemieckim burmistrzem. Zaczęli zjeżdżać się polscy osiedleńcy. Pierwsza polska władza, Zarząd Miejski, rozpoczęła urzędowanie 11 maja 1945. Pierwszym burmistrzem został Wacław Jaworski, a jego zastępcą Wacław Michalski. Stacja PKP wznowiła ponownie działalność na trasie Słupsk – Ustka 29 czerwca 1945 przyjazdem pociągu, którym przybyli zaproszeni do Ustki goście na pierwsze po wojnie Święto Morza. Urząd Pocztowy, uruchomiony 3 maja 1945, obejmował początkowo swym zasięgiem Ustkę i 20 okolicznych gmin. Oficjalne przekazanie władzy administracyjnej Polakom odbyło się 22 lipca 1945. Zlikwidowana została radziecka komendantura wojenna. W tym czasie zameldowanych było w Ustce 266 Polaków.
W latach 50. Ustka zaczęła rozwijać się jako miejscowość wczasowo-wypoczynkowa. Powstawały ośrodki wypoczynkowe instytucji i zakładów pracy, początkowo na bazie przedwojennych willi, później nowo budowanych obiektów. Pod koniec lat 60. funkcjonowały tu już cztery duże ośrodki wczasowe FWP („Czarodziejka”, „Celwiskoza”, „Przystań” i „Włókniarz”) dysponujące łącznie ok. 700 miejscami oraz szereg mniejszych ośrodków zakładowych (głównie zespoły domków campingowych), skupionych we wschodniej części miejscowości. Działało 5 restauracji, 2 bary rybne, bar mleczny, kawiarnia oraz 2 kina („Delfin” i MDK) i 3 sceny.
W grudniu 2013 oddano do użytku obrotową kładkę dla pieszych nad kanałem portowym. Stalowa konstrukcja o masie ponad 80 t ma blisko 58 m długości, wysoki na 24 m pylon oraz pomost o szerokości 4 m. Obracanie kładki trwa 4 min. i jest możliwe dzięki napędowi elektrycznemu. Budowa trwała pół roku i pochłonęła 4,39 mln zł. Po dwuletniej przerwie związanej z awarią kładkę otwarto ponownie w maju 2017, a latem 2018 z powodu upałów była ona nieczynna między 11.00 a 18.00.

## Kwestia braku praw miejskich

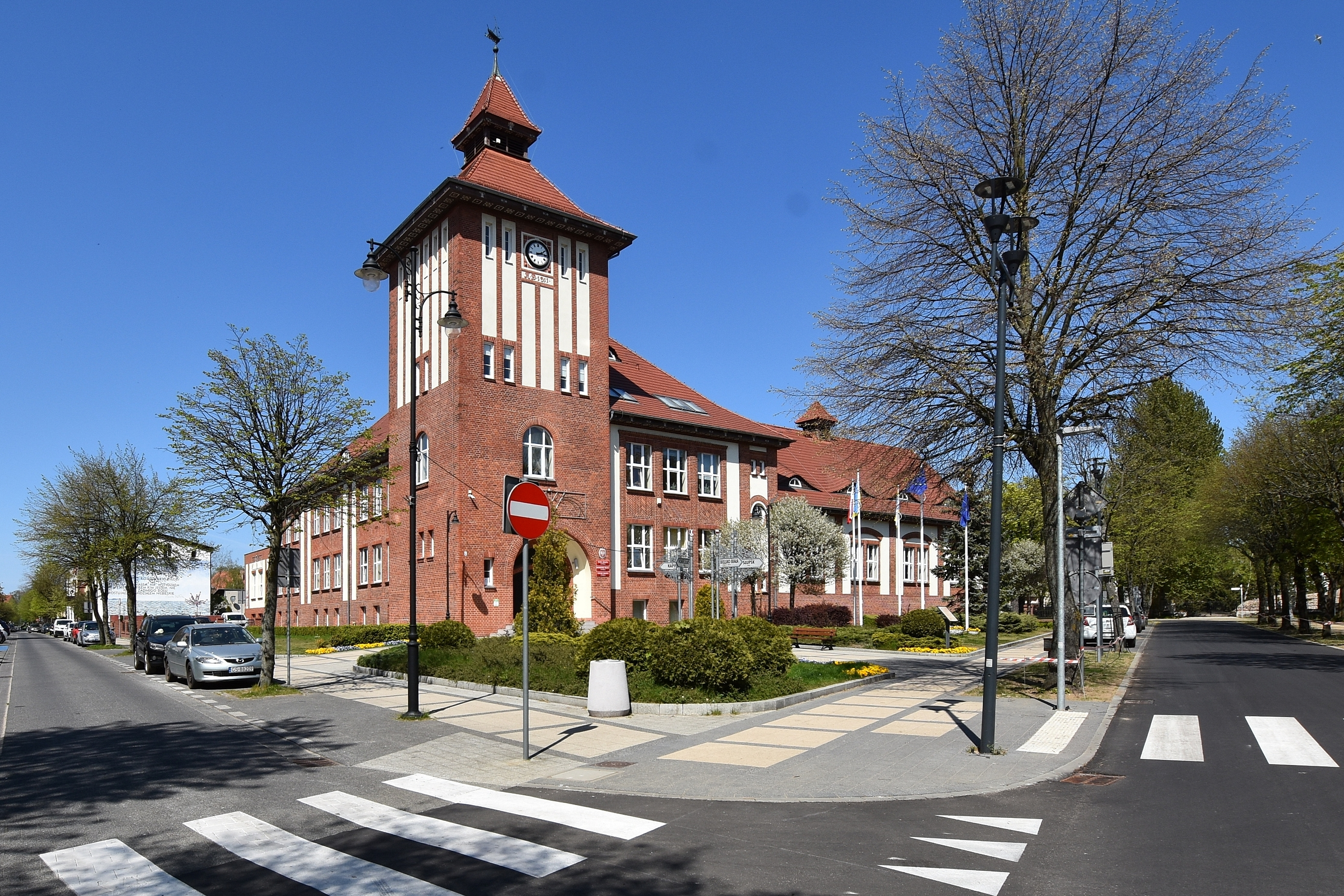
Ratusz

Między 5 a 13 czerwca 2007 odbyły się w Ustce konsultacje w sprawie nadania miejscowości Ustka statusu miasta. Powodem tego było podważenie historycznego faktu nadania Ustce praw miejskich przez Niemców 22 marca 1935. W związku z obchodami 70. rocznicy nadania praw miejskich, ustecki dziennikarz-historyk Marcin Barnowski odkrył, że Ustka praw miejskich nigdy nie otrzymała, a jej obecny status miejski jest wynikiem uzurpacji. Nie udało się znaleźć żadnego dokumentu potwierdzającego nadanie Ustce praw miejskich, a data 22 marca 1935 jest zaledwie datą wydania rozporządzenia do ustawy o ustroju gmin, na mocy którego każdy szef gminy obligatoryjnie stał się burmistrzem. Znaczy to, że zmieniła się tylko samorządowa tytulatura, a samo rozporządzenie nie przesądzało o decyzji o nadaniu praw miejskich. Ponadto wydany w 1938 roku wykaz miast Pomorza Środkowego, liczących poniżej 10 tysięcy mieszkańców, nie obejmował Ustki. Ustka nie występuje jako miasto w żadnym międzywojennym wykazie gmin (np. w Amtliches Gemeindeverzeichnis für das Deutsche Reich z 1939), a jako miasto pojawia się po raz pierwszy w polskich powojennych źródłach GUS-owskich. Wydarzenie to stało się sensacją historyczną. Pojawiły się propozycje wystąpienia z wnioskiem do premiera o nadanie Ustce praw miejskich. Jednakże według Ministerstwa Spraw Wewnętrznych i Administracji, takiej potrzeby nie ma, ponieważ w wielu wydanych po 1975 roku aktach prawnych Ustka figuruje jako miasto. Ostatecznie po przeprowadzonej analizie przepisów potwierdzono, że Ustka posiada prawa miejskie przynajmniej od 1 lipca 1976 roku. Przyjęcie innej interpretacji prowadziłoby do uznania, że równocześnie funkcjonowałyby dwie gminy o identycznym statucie prawnym gminy wiejskiej (a więc gmina wiejska i gmina pseudo-miejska), co jest niedopuszczalne. Na podstawie tych ustaleń MSWiA stwierdziło, że władze Ustki o nadanie praw miejskich starać się nie muszą.
Analogiczny stan prawny w zakresie braku formalnego aktu nadania praw miejskich miał miejsce w Pruszczu Gdańskim.

## Uzdrowisko Ustka
Pierwsze niewielkie łazienki powstały w Ustce na przełomie XIX i XX w. Kuracja polegała na zimnych i gorących kąpielach w wodzie morskiej oraz spacerach w lasach sosnowych. Leczono rekonwalescentów pogrypowych oraz chorych na płuca, astmatyków i reumatyków. Sezon kuracyjny trwał od 15 czerwca do 15 września. W 1905 było 2 lekarzy uzdrowiskowych. W 1911 na miejscu starych łazienek otwarto nowy Zakład Przyrodoleczniczy. Frekwencja sprzed I wojny światowej wynosiła w sezonie około 3500–3600 osób i niewiele się zwiększyła w okresie międzywojennym. 
Początkowe lata powojenne przyniosły stagnację w działalności uzdrowiskowej. Dopiero w 1974 po uruchomieniu Zakładu Przyrodoleczniczego (zamienionego na łaźnie miejskie) zorganizowano pierwsze turnusy dla kuracjuszy. 1 lipca 1978 powołano Państwowe Przedsiębiorstwo Uzdrowisko Ustka. Przystąpiono do organizacji sanatorów na bazie ośrodków wypoczynkowych. Tak urządzono sanatoria Azoty, Pomorze, Radość, Perła, Promyk. W jednym turnusie leczyło się 590 kuracjuszy. W 1988 Ustce nadano status uzdrowiska. Do rozwoju oferty leczniczej Ustki jako uzdrowiska duży wkład wniósł Henryk Klimczuk, jego Naczelny Lekarz w latach 1981–2010. 
W 2010 uzdrowisko sprywatyzowano. Nabyła go rodzina de Lubicz Szeliskich poprzez spółkę Hotel Lubicz w Ustce. Działalność uzdrowiskowa została od tamtego momentu znacznie poszerzona. Aktualnie oferowane są nie tylko usługi lecznicze i hotelarskie, ale także profesjonalna odnowa biologiczna.
W uzdrowisku prowadzone jest leczenie w następujących kierunkach: choroby ortopedyczno-urazowe, choroby układu nerwowego, choroby reumatologiczne, choroby kardiologiczne i nadciśnienie, choroby górnych dróg oddechowych.
Uzdrowisko posiada 6 zakładów lecznictwa uzdrowiskowego, w tym 4 sanatoria, 3 zakłady przyrodolecznicze oraz przychodnia uzdrowiskowa.
Ustkę charakteryzuje klimat o właściwościach leczniczych, a ponadto naturalne surowce lecznicze:
- solanka 3,43% chlorkowo-sodowa, jodkowa, hipotermalna ze złoża „Ustka IGH-1”,
- złoża torfu leczniczego – borowiny o nazwie „Ustka-1”, zaliczane do kopalin podstawowych[41].

## Kąpieliska
Na terenie miasta wyznaczono 2 letnie kąpieliska morskie:
- Ustka Wschód – obejmujące długość 500 m linii brzegowej liczonej w kierunku wschodnim od ok. 250 m falochronu wschodniego,
- Ustka Zachód – obejmujące długość 200 m linii brzegowej liczonej w kierunku zachodnim od ok. 110 m od falochronu zachodniego.

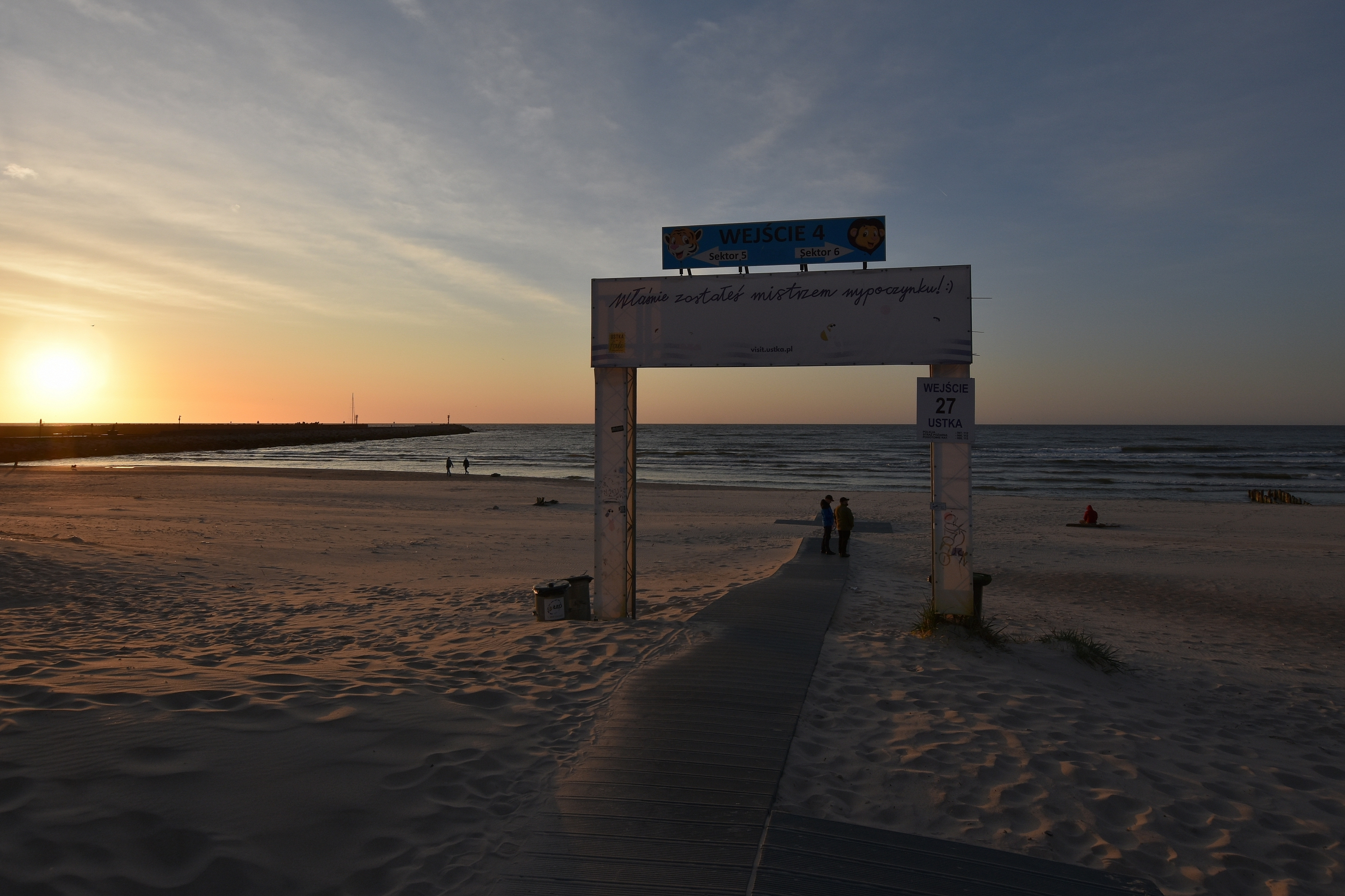
Wejście główne na plażę wschodnią
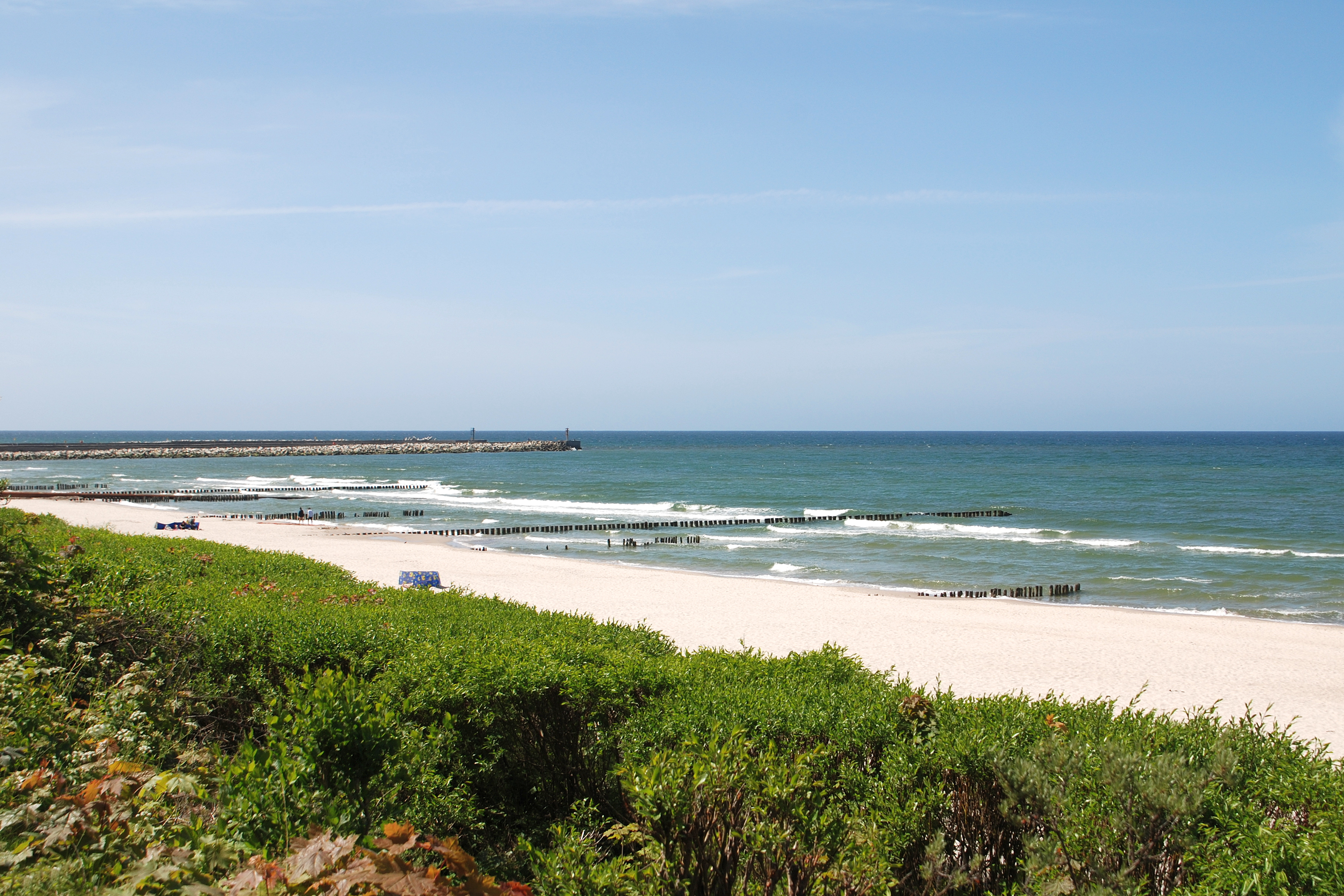
Plaża wschodnia
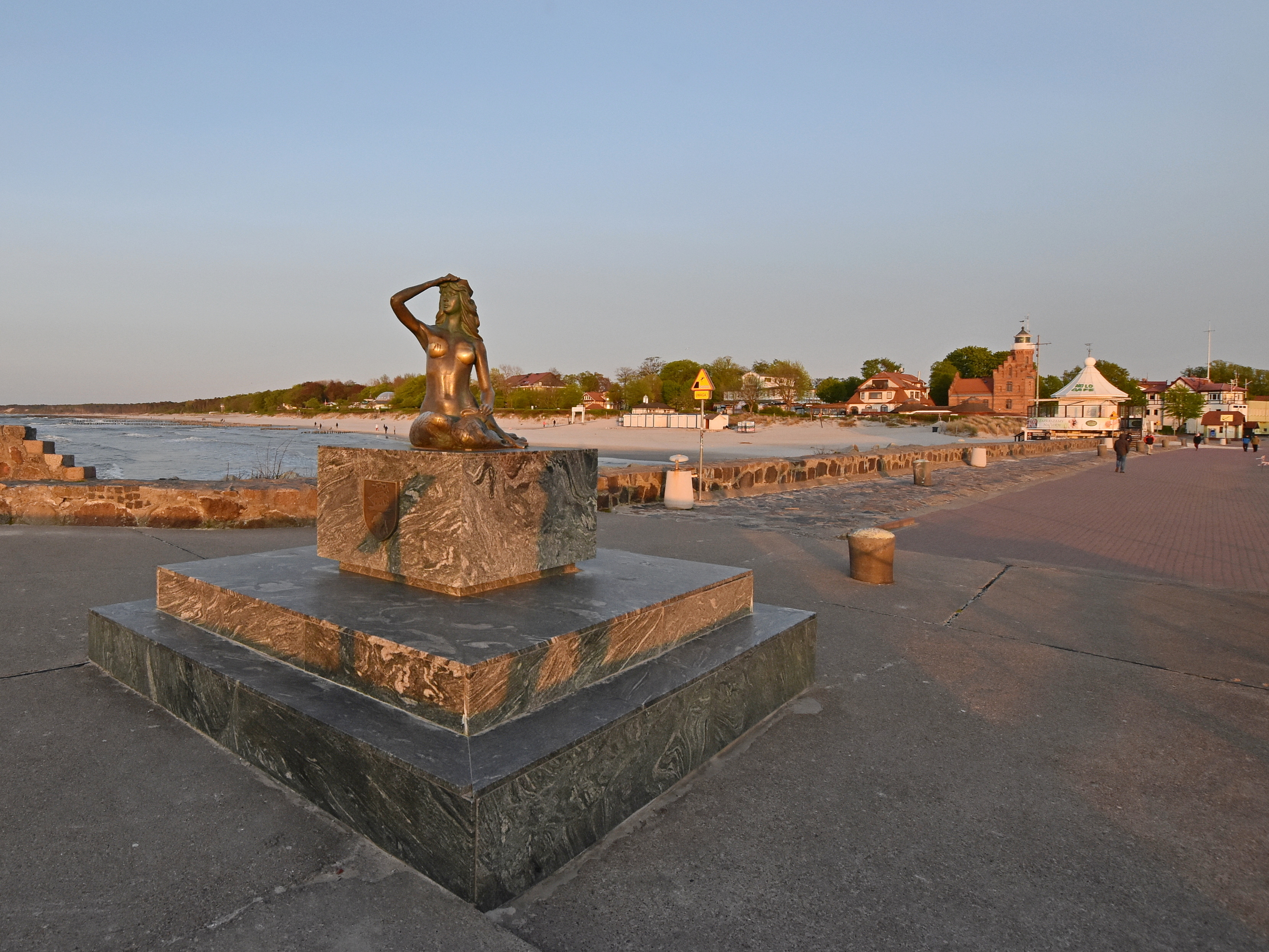
Widok z falochronu wschodniego na port i plażę wschodnią

W 2012 r. kąpieliska Ustka Wschód i Ustka Zachód spełniały obowiązkowe wymogi jakościowe dla wody w kąpielisku Unii Europejskiej. Kąpieliska miejskie strzeżone są przez ratowników ze Słupskiego WOPR w okresie letnim (lipiec – sierpień).

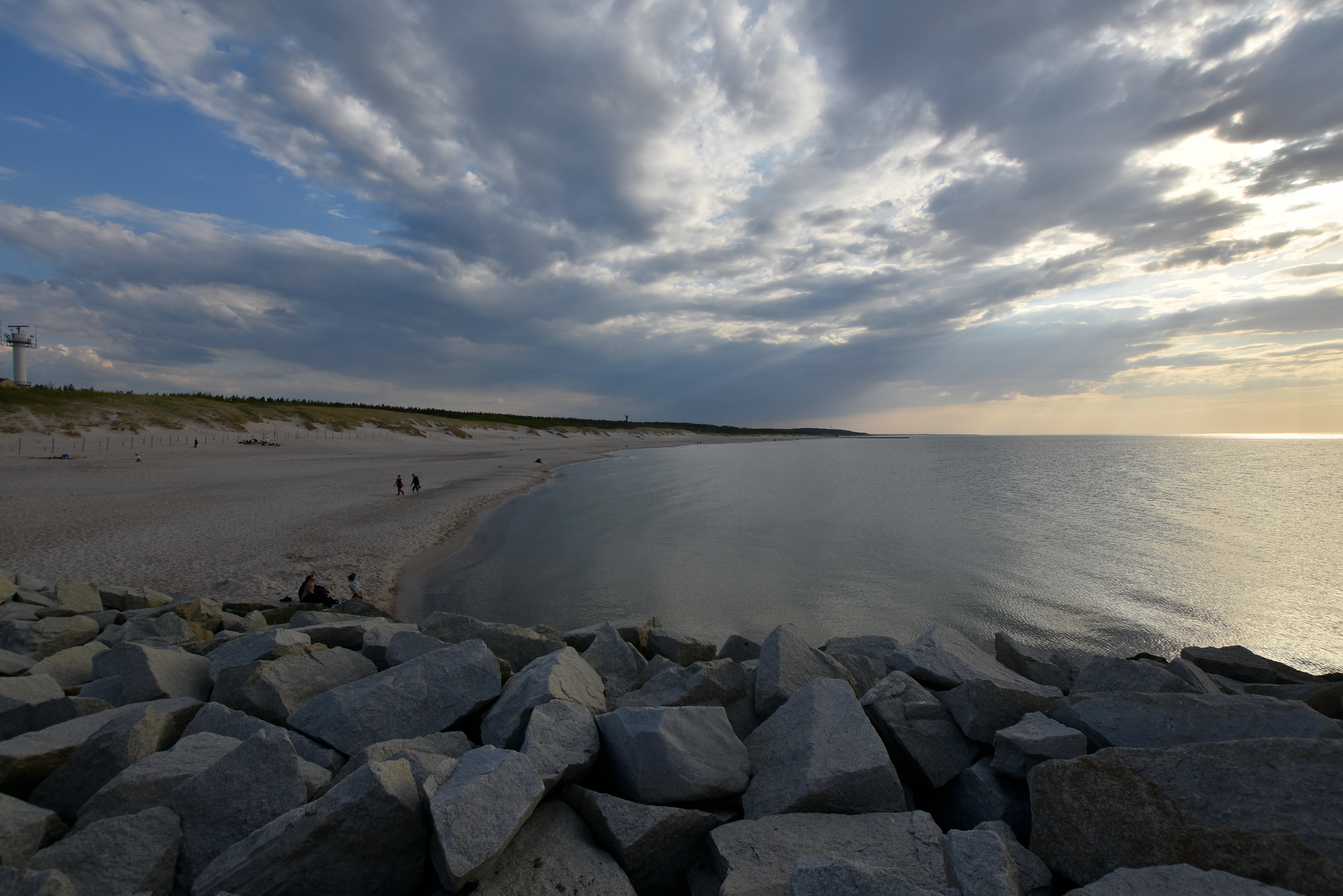
Plaża zachodnia
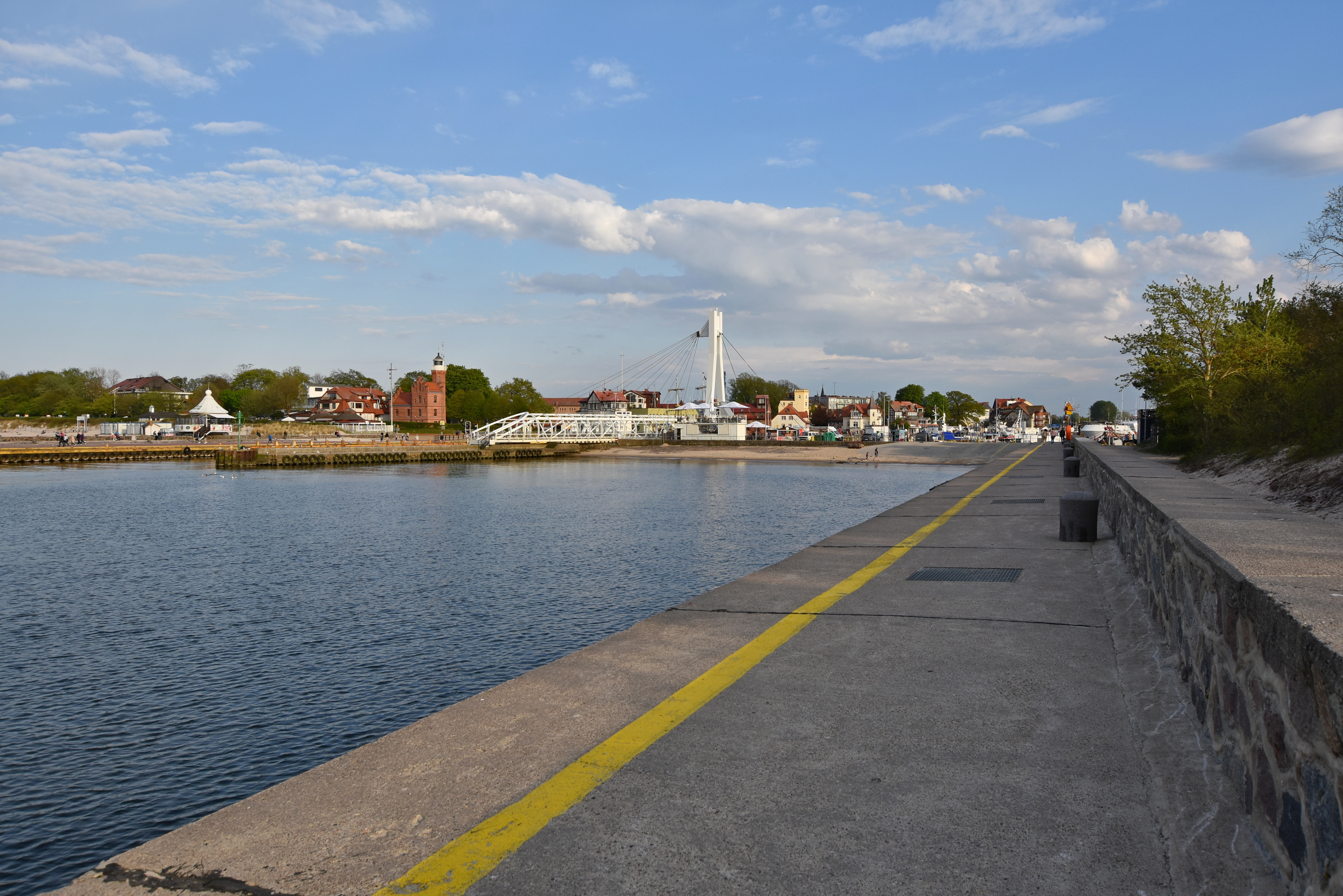
Widok z falochronu zachodniego
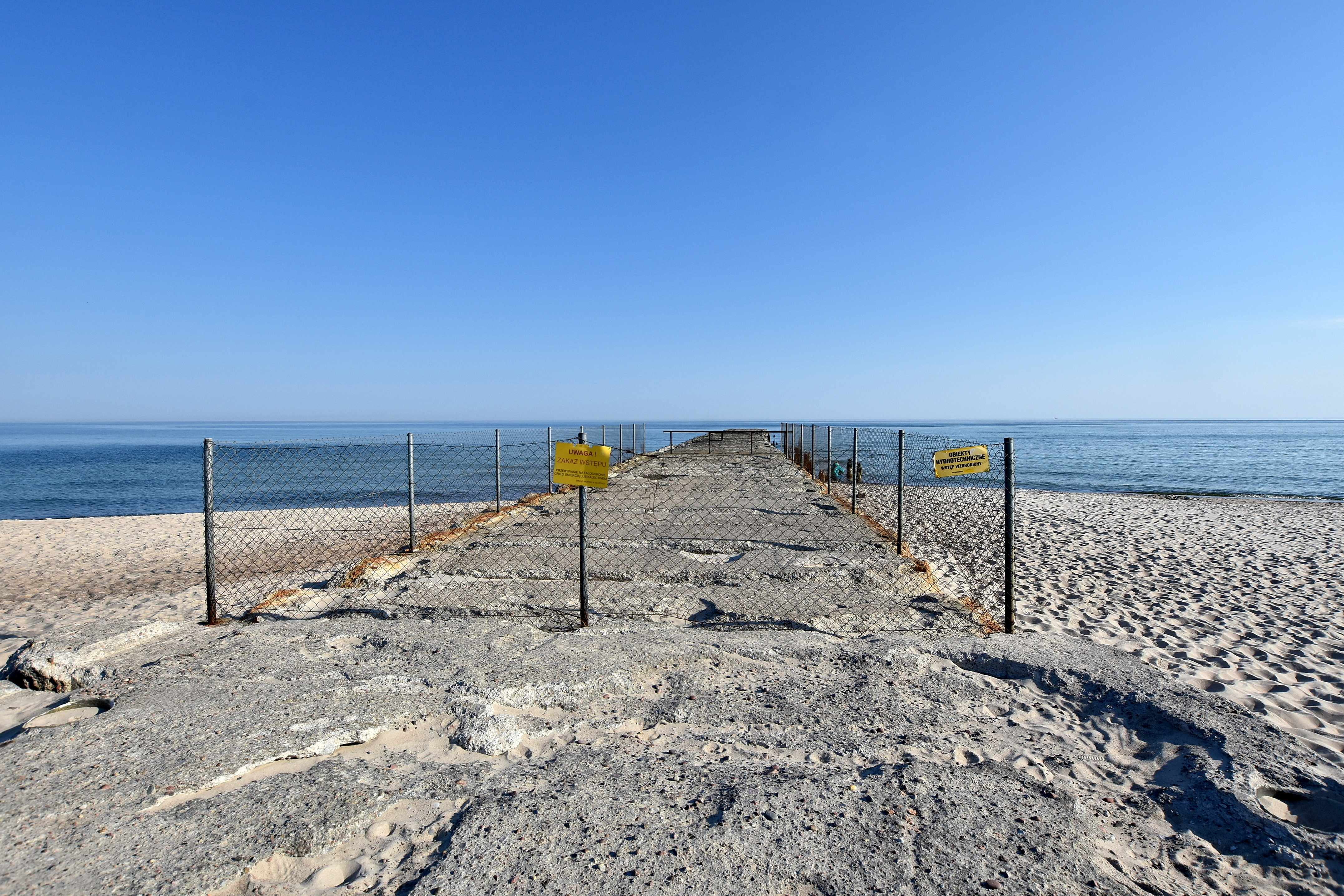
Plaża zachodnia, nieczynne trzecie molo

W 2013 r. ustalono sezon kąpielowy w okresie od 15 czerwca do 15 września.

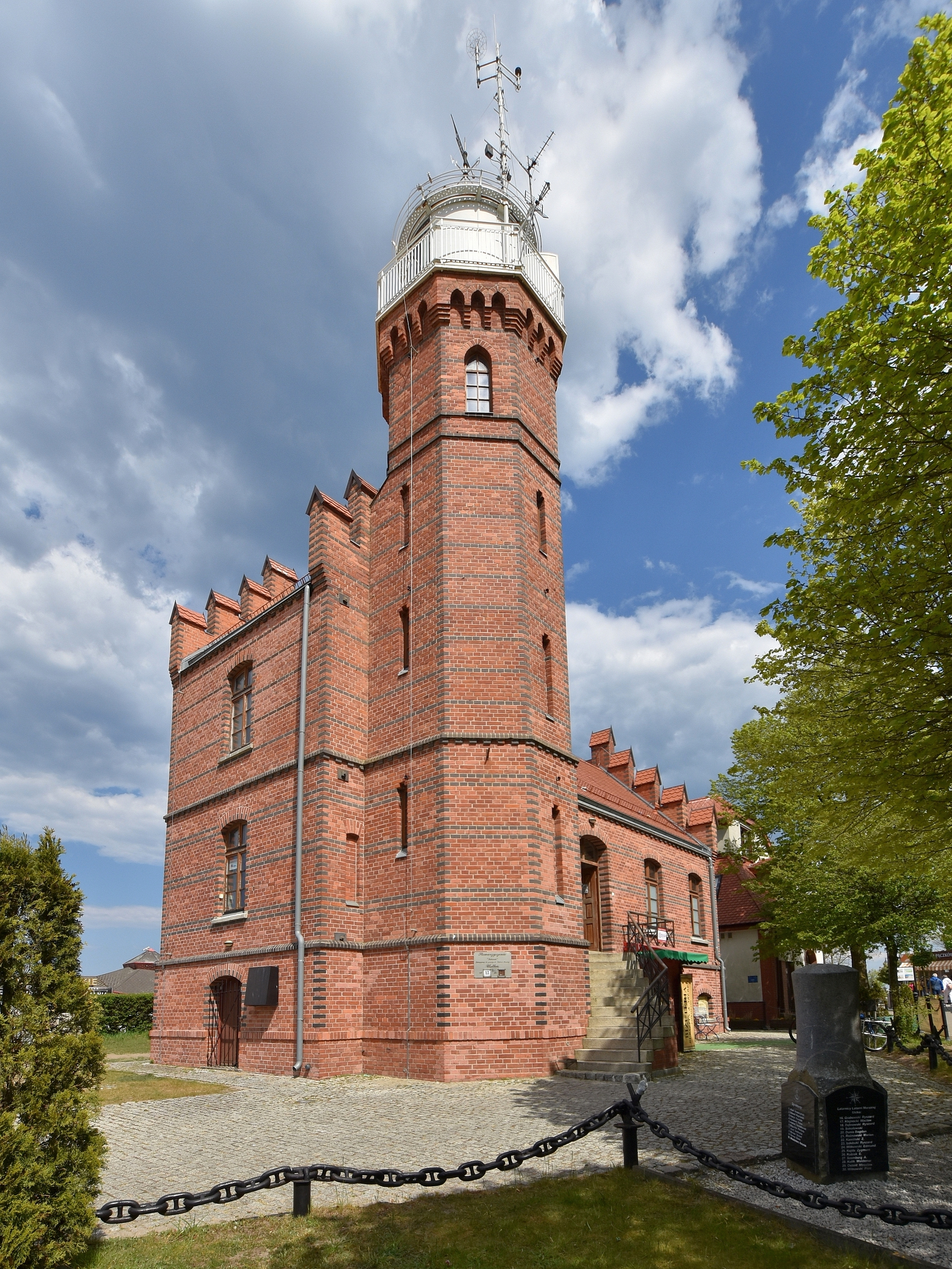
Latarnia morska

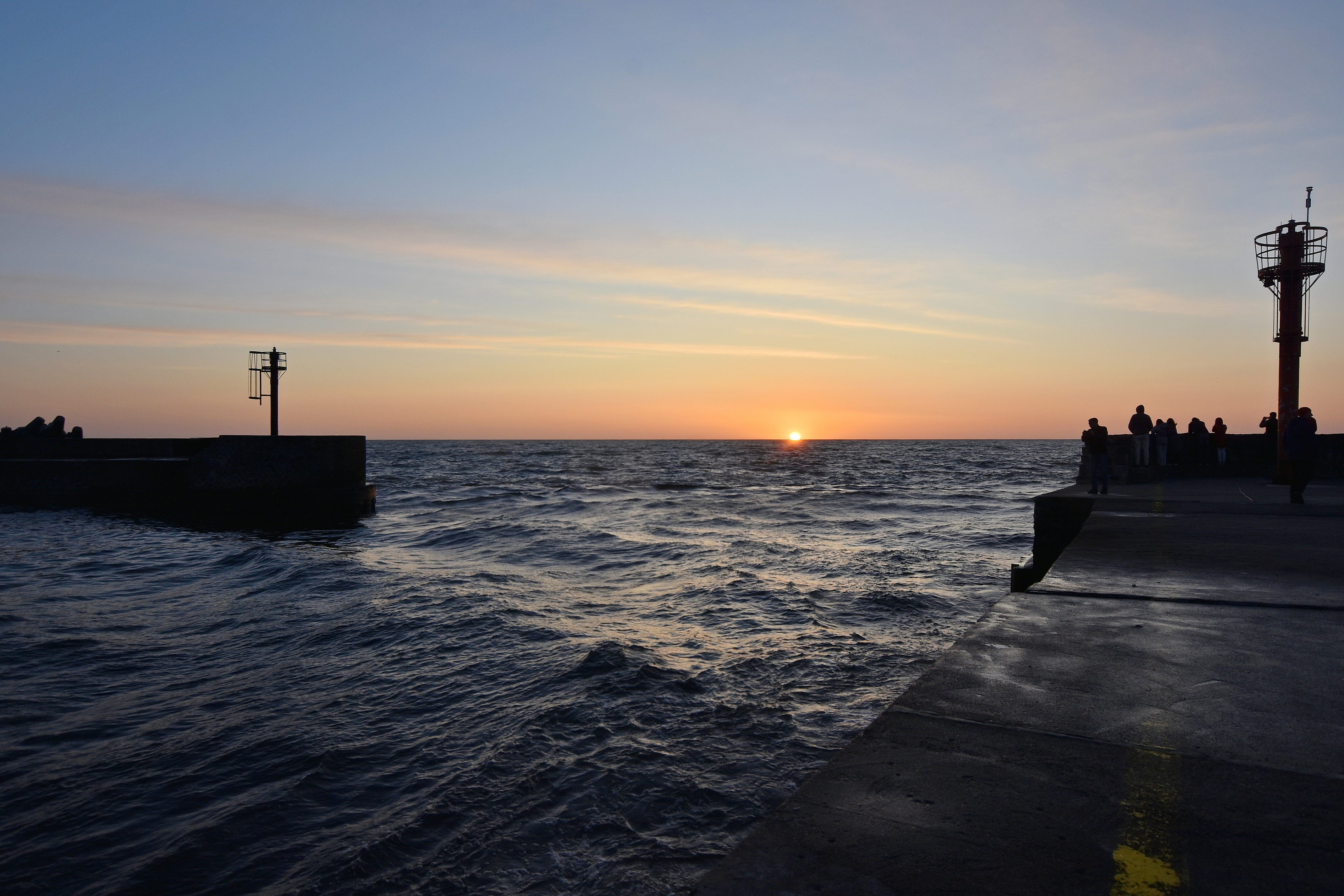
Wejście do portu

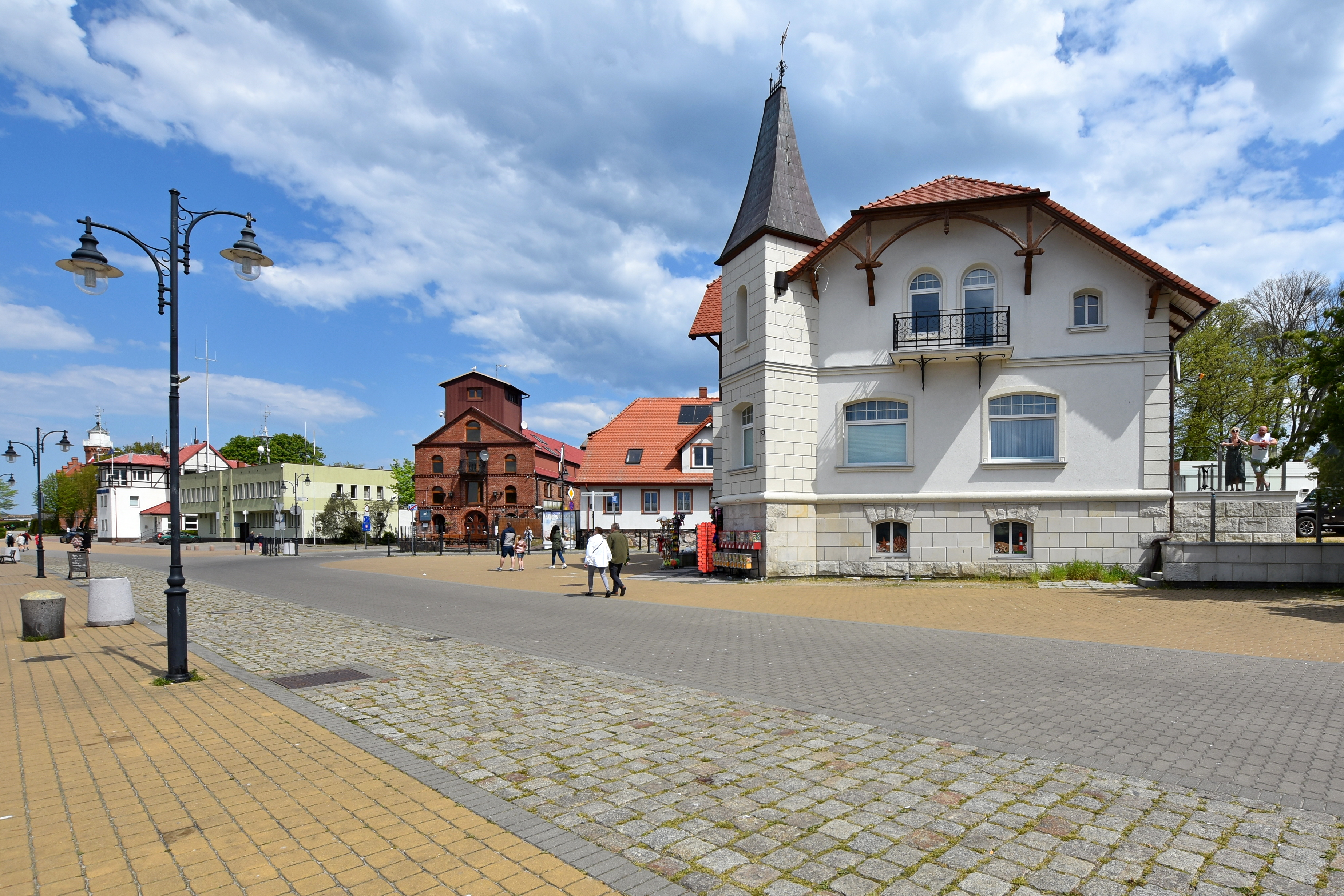
Port, zabudowa wschodnia

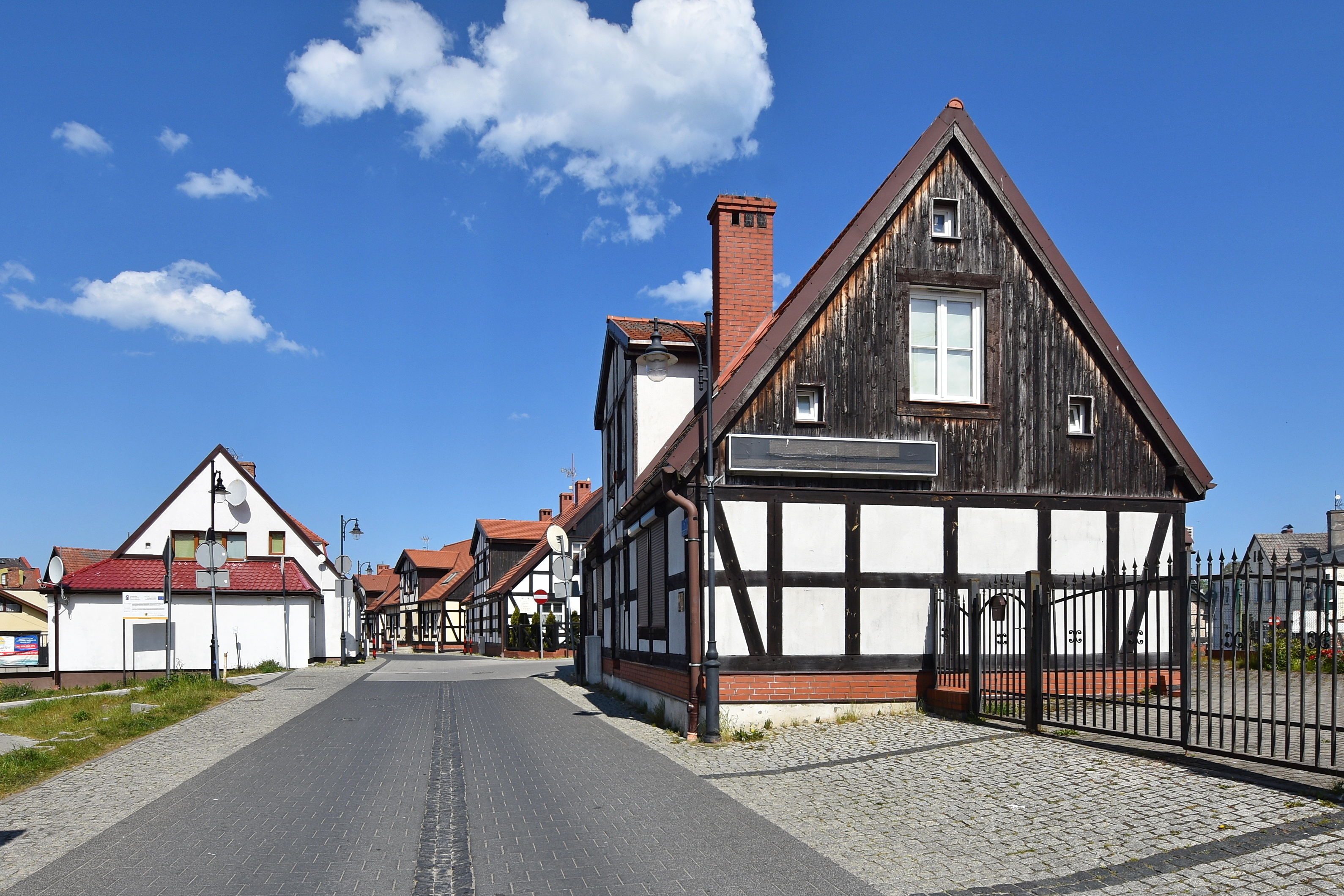
Stara osada rybacka (XIX/XX w.)

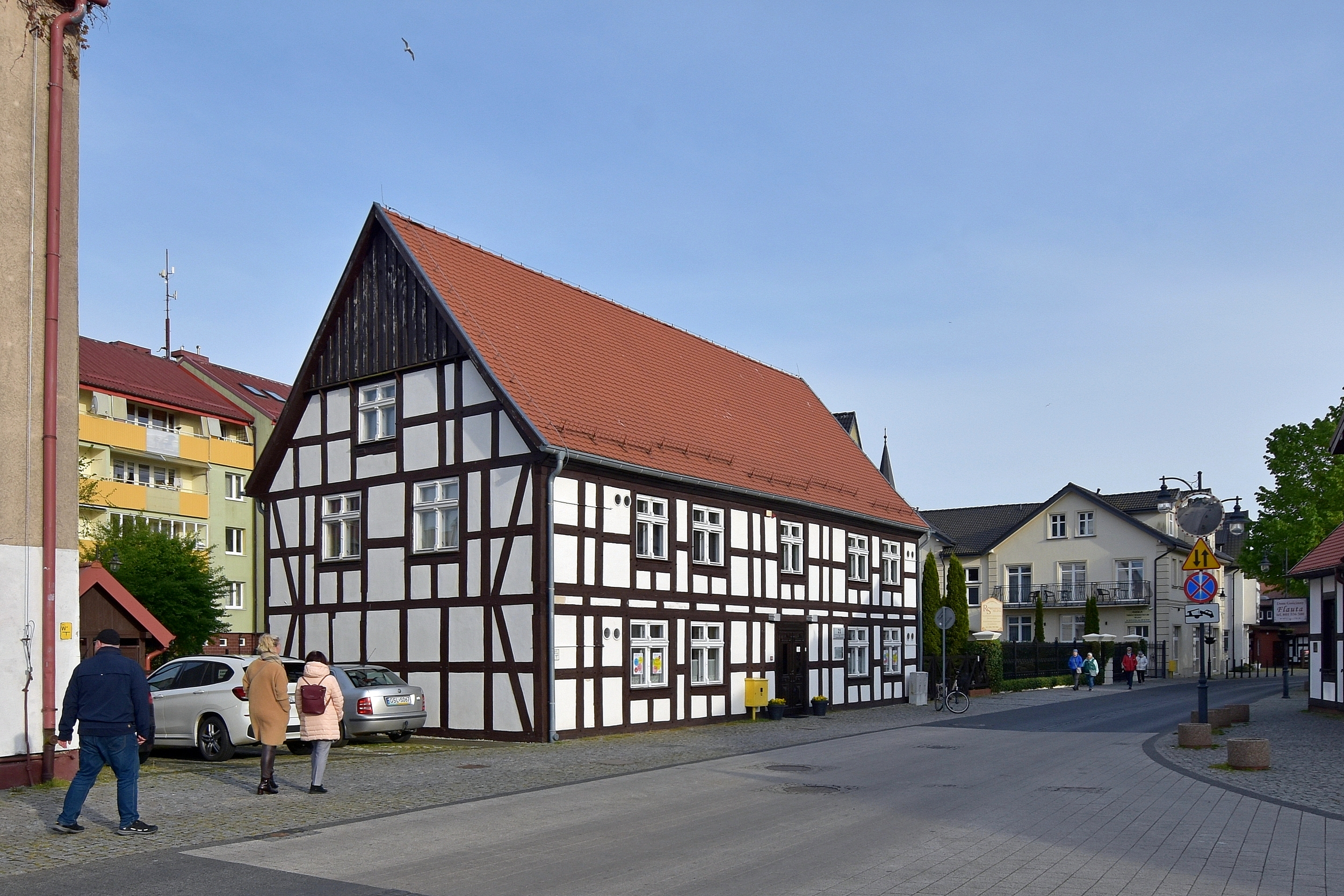
Stara osada rybacka, dom kapitana Haase, 1804

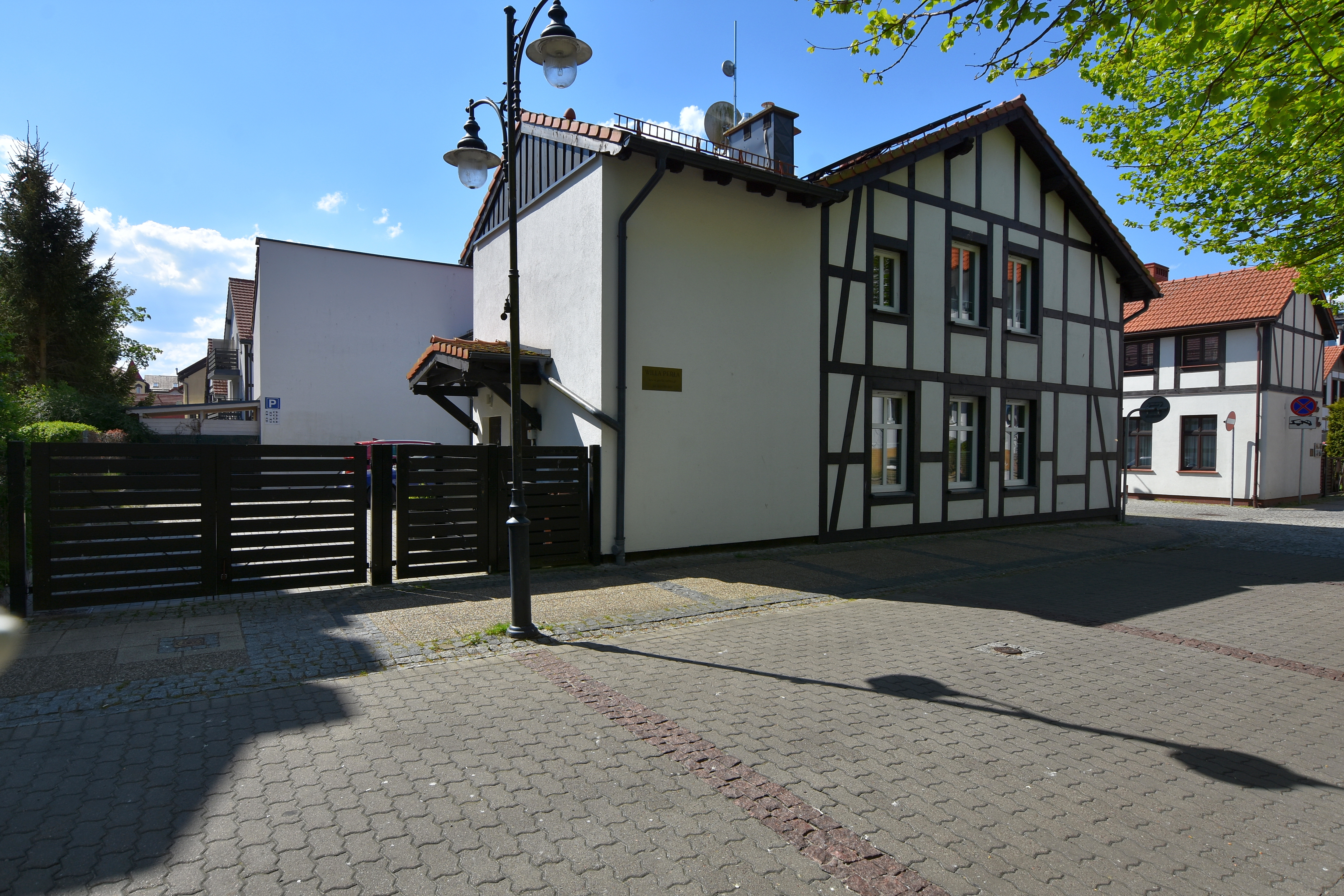
Willa „Perła”, 2019

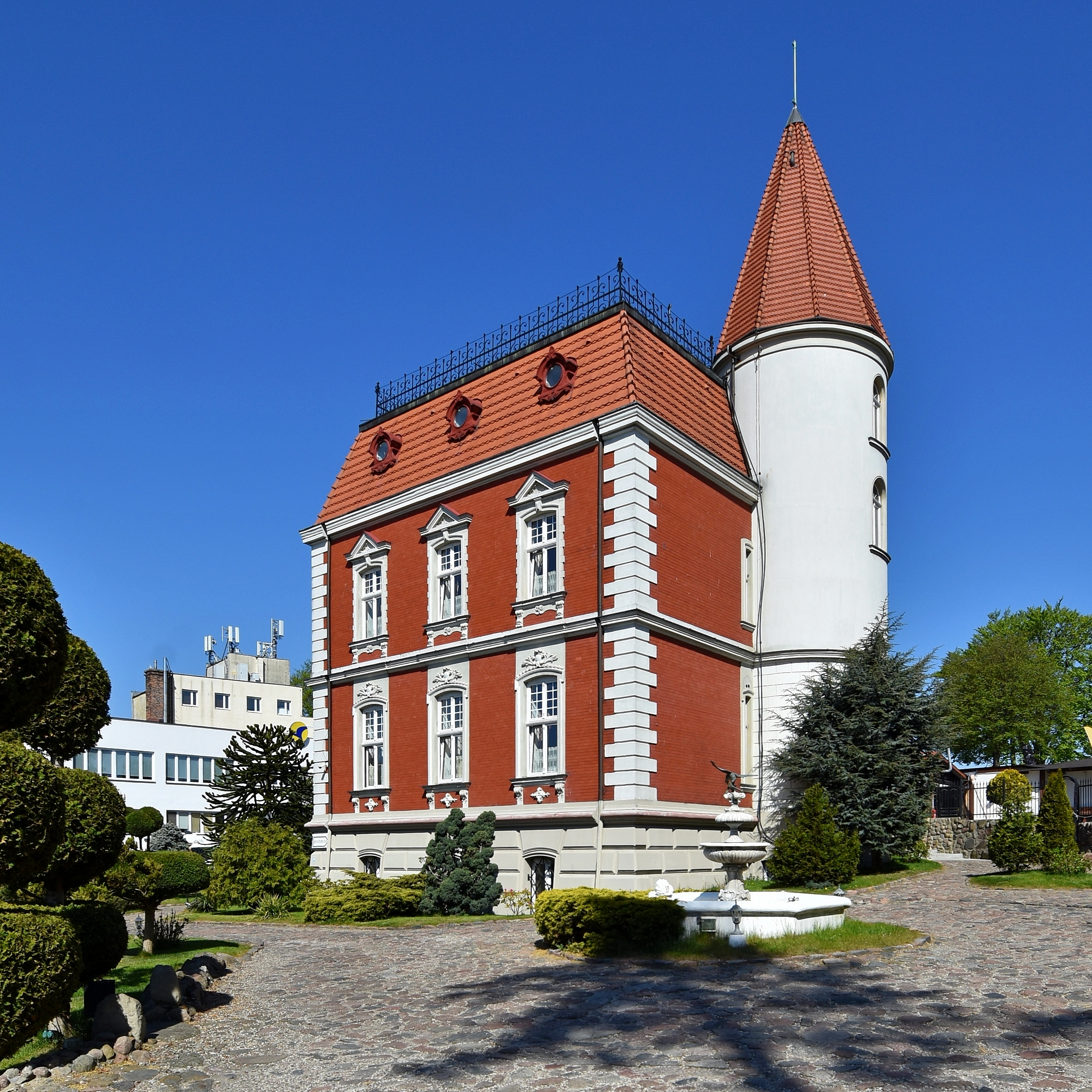
Willa Red z 1900, styl wilhelmiński

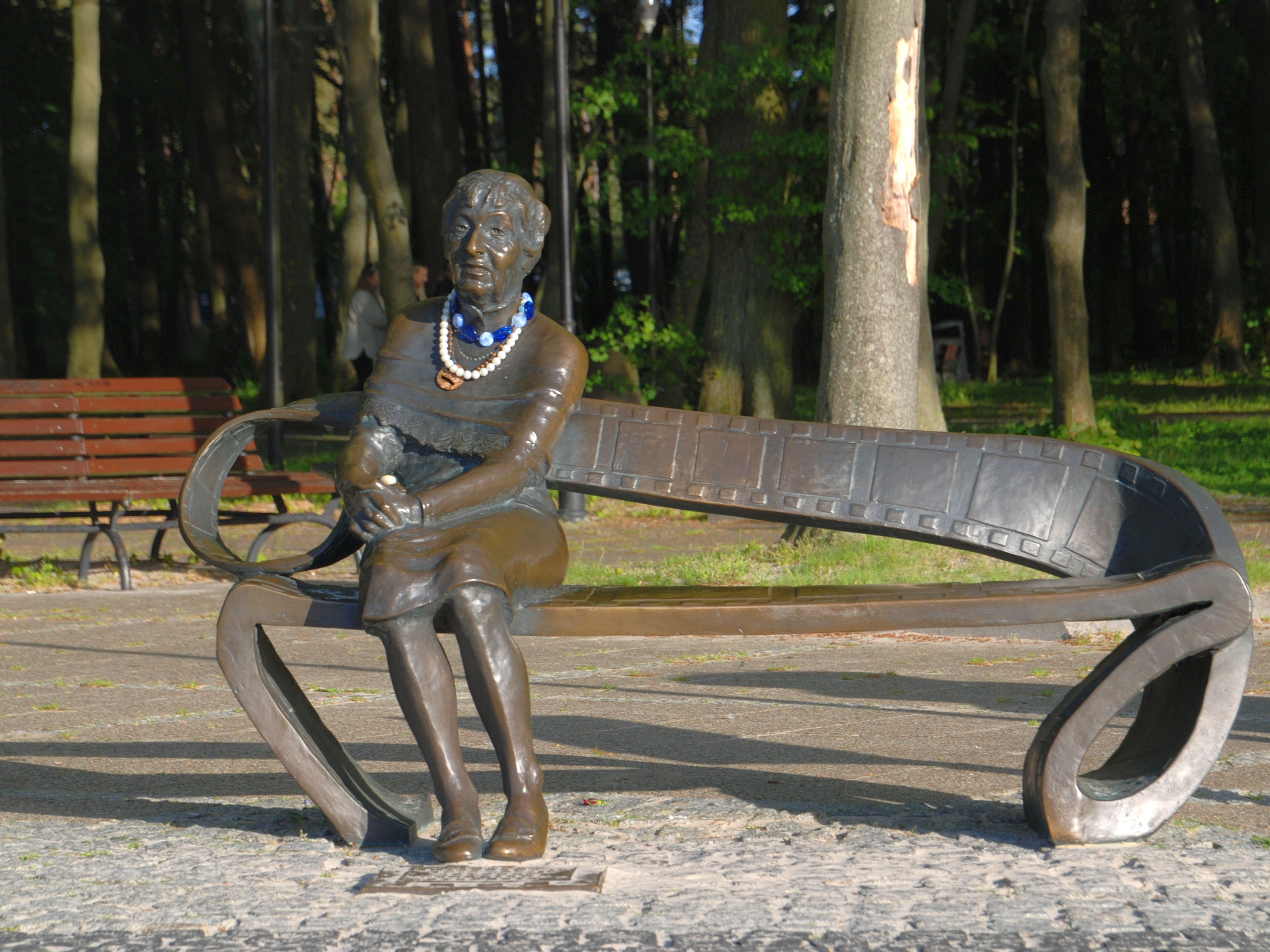
Ławeczka Ireny Kwiatkowskiej

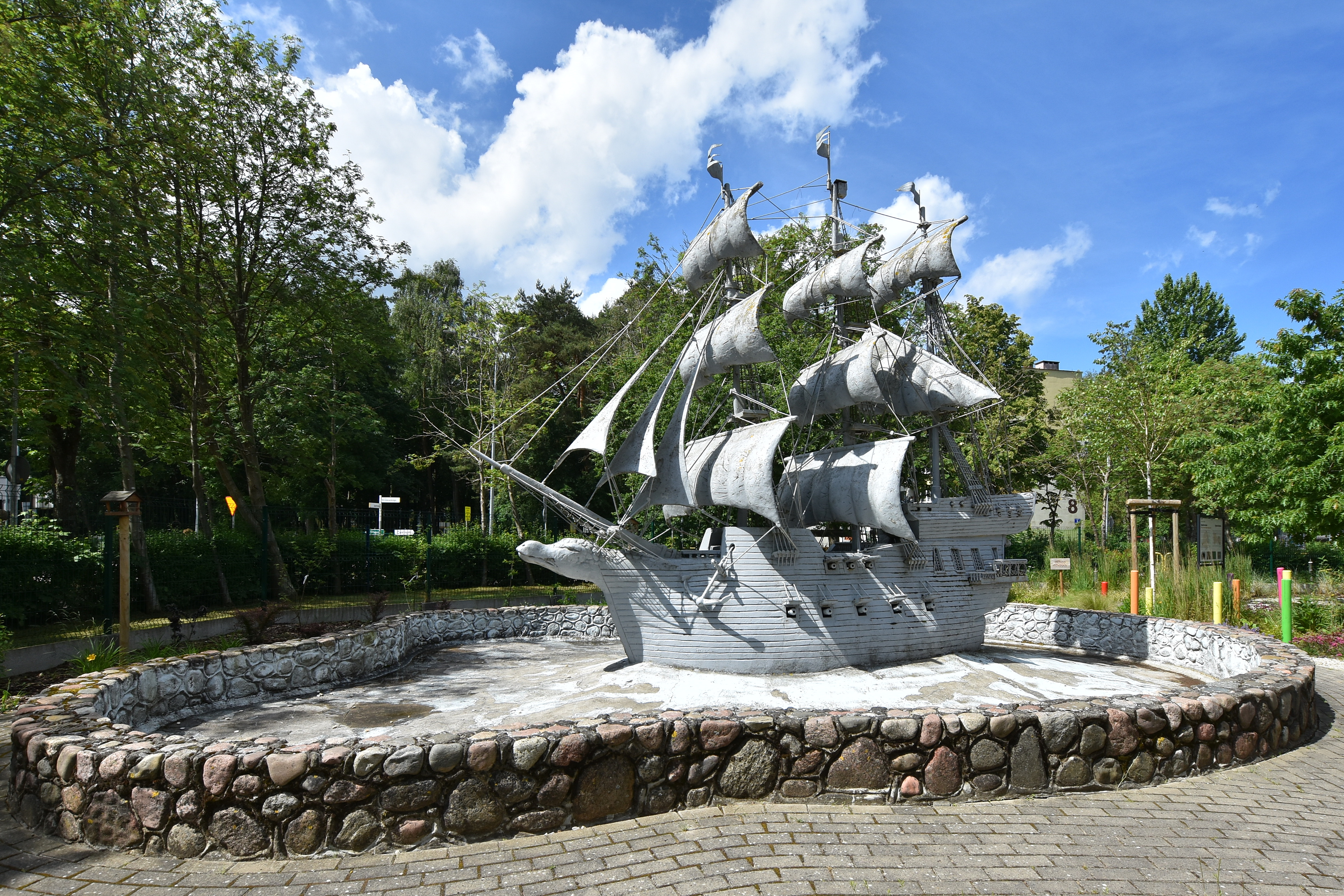
Pomnik żaglowca

## Zabytki
W Ustce znajdują się następujące obiekty zabytkowe wpisane do rejestru państwowego:
- Układ urbanistyczny Starej Osady Rybackiej, XVIII w.
  - obejmujący obszar u zbiegu ulic Marynarki Polskiej i Czerwonych Kosynierów, zamknięty od północy placem zwanym potocznie Zaułkiem Kapitańskim. Obie ulice wyznaczają owalny kształt pierwotnego siedliska. Od 2009 objęty rewitalizacją.
- Latarnia morska w Ustce
  - wybudowana w 1892 z czerwonej cegły u nasady wschodniego falochronu, posiada ośmiokątną wieżę o wysokości 21,5 m, wysyła światło na odległość prawie 30 km, zastąpiła światło latarni wciąganej od 1871 na maszt stacji pilotów
- Kościół Najświętszego Zbawiciela
  - wybudowany został w latach 1885–1888, w stylu neogotyckim, wzniesiony pierwotnie za wsią, na pustej wydmie,
- Ratusz, przeniesiony w 2004 do dawnej szkoły z 1911
- Wieża przeładunkowa z 1936 w porcie morskim
- Tawerna portowa w dawnym spichrzu z 1910  (ul. Bulwar Portowy 6)
- Willa Red z 1900, z wieżą i tarasem widokowym oraz ogrodem i stajnią (ul. Żeromskiego 1)
- Dworek, z 1890, o konstrukcji ryglowej z czterokondygnacyjną wieżą, po wojnie Dom Pracy Twórczej (ul. Chopina 8)
- Zespół willowy, z pocz. XX w. obecnie Ośrodek Wypoczynkowo-Leczniczy Delfin (ul. Kopernika 5)
- Dom szachulcowy, z przełomu XVIII/XIX w. prawdopodobnie dawne biuro wójta i gospoda (ul. Marynarki Polskiej 10)
- Dom szachulcowy, z 1804, nazywany Domem Kapitana Haasego  (ul. Czerwonych Kosynierów 21)
- Dom, z 1887, obecnie hotel Alga z wewnętrznym patio (ul. Chopina 4)

Pozostałe obiekty o charakterze historycznym (nie wpisane do rejestru zabytków):
- Promenada Nadmorska
  - jej historia sięga 1875, kiedy założono tu park z alejami spacerowymi, w spacerach i śniadaniach na promenadzie lubował się książę Otto von Bismarck, obecnie ma ponad 2 km długości i rozpoczyna się od kanału portowego i biegnie w kierunku wschodnim
- Port morski Ustka
  - morska przystań żeglarska w ujściu rzeki Słupi; ma charakter portu morskiego z wszystkimi rodzajami konstrukcji dla obsługi statków o niewielkich wymiarach
  - falochrony wschodni i zachodni spełniające funkcję mola wcinające się w morze na około 100 m, z 1903.  W Ustce istnieje również tzw. III molo (nieczynne) będące pozostałością po niedokończonych planach niemieckich sprzed II wojny światowej, kiedy to miano utworzyć z miasta drugą Gdynię, między trzecim molem a dzisiejszym portem planowano powstanie dwóch basenów dla wielkich statków
  - piesza kładka obrotowa łączącą brzegi Słupi, długości 57 m, otwarta w 2013
- Zakład Przyrodoleczniczy (proj. Heinrich Dunkel)
  - zbudowany w 1911 w celu leczenia chorób układu oddechowego, układu krążenia, przemiany materii i reumatyzmu; budynek wzniesiono w miejscu, gdzie w 1877 zbudowano pierwsze usteckie łazienki parowe, do łazienek tłoczono morską wodę, którą podgrzewano i wykorzystywano do kąpieli leczniczych
- Nieistniejący Kościół św. Jana Chrzciciela i św. Mikołaja – skwer (cmentarz przykościelny) z makietą kościoła rozebranego w 1889, widoczne fundamenty (Park Jana Pawła II)
- Była Baza Ratowników Morskich
  - tzw. czerwona szopa, powstała w 1867 ze względu na ówczesne liczne wypadki statków, zwłaszcza w rejonie Ustki, budynek wieńczy godło ratownicze – maltański krzyż
- Portowy spichlerz zbożowy, w którym od 1987 mieści się Bałtycka Galeria Sztuki Współczesnej, a od 2013 Centrum Aktywności Twórczej BGSW
- Dworzec kolejowy, z 1911
- Kino Delfin z 1936, zbudowane jako kinoteatr dla żołnierzy Luftwaffe
- Bunkry Blüchera, znajdujące się przy zachodnim falochronie na wydmie, zbudowane przez Niemców przed II wojną światową jako Bateria Przeciwlotnicza i Zaporowa; do dziś zachowały się cztery działobitnie
- Dzielnica willowa
  - usytuowana zaraz za promenadą i rozciągająca się w głąb śródmieścia
- Domki rybackie i kamieniczki z XIX/XX w.

### Pomniki i miejsca pamięci
- Pomnik usteckiej Syrenki na wschodnim falochronie, w dawnym miejscu pomnika św. Jana Nepomucena, autorstwa ustczanina Michała Rosa, o wysokości 6 m, z mosiądzu. W wyniku lokalnej akcji i zbiórki społecznościowej odsłonięty w sierpniu 2010. Huta nie wykonała zlecenia zgodnie z projektem autora, przez co prosił on władze lokalne o usunięcie Syrenki z widoku publicznego. Po odsłonięciu pomnika, został oszpecony przy udziale narzędzi mechanicznych przez nieznanych sprawców. Jesienią 2010  pomnik zdemontowano z falochronu, poprawiano w hucie uszkodzoną twarz i biust, jednak bez pozytywnego skutku. Rzeźba, wbrew protestom rzeźbiarza, wróciła do Ustki zimą 2010.
- Makieta dawnej Ustki w Zaułku Kapitańskim
- Herb Ustki z 1922. Umieszczony na kamiennym obelisku przedstawia żaglowiec, fale morskie i syrenkę trzymającą łososia co symbolizuje trzy walory miasta portu morskiego, kąpieliska i tradycji rybołówstwa. Znajduje się na Skwerze Aliny Skibniewskiej
- Pomnik „Ludziom morza” zlokalizowany jest w usteckim porcie pomiędzy Kapitanatem Portu, a latarnią morską. Został odsłonięty w 2002 i przedstawia kobietę zwróconą twarzą do portu. Kompozycji towarzyszą cztery tablice ze scenami portowymi. Wkomponowano też dawne koło sternicze i kotwice.
- Pomnik „Umierający wojownik”, autorstwa Josefa Thoraka w Parku Nadmorskim, ku czci 76 mieszkańców Ustki poległych w czasie I wojny światowej, odsłonięty 22 stycznia 1922, przedstawia nagiego, upadającego, rannego wojownika dźwigającego tarczę, na której po raz pierwszy uwieczniono herb Ustki.
- Ławeczka Ireny Kwiatkowskiej, pomnik odsłonięty 25 lipca 2012 w parku uzdrowiskowym.
- pomnik Fryderyka Chopina w Parku Nadmorskim, przedstawia postać kompozytora kierującego się w stronę morza. Odsłonięty został 23 czerwca 1979, jego autorką jest Ludwika Nitschowa (twórczyni warszawskiej syrenki).
- Pomnik „Trzy Gracje” autorstwa Jana Konarskiego na skwerku przed Domem Kultury. Trzy Gracje to Promienna, Rozumna i Kwitnąca patronki piękna, sztuk umysłowych i sztuk pięknych.
- Krzyż poległych – monument w parku Jana Pawła II, przed neogotyckim kościołem. Przeniesiony ze wsi Zimowiska pod koniec XX wieku.
- Figura św. Jana Nepomucena na zachodnim nabrzeżu portu, przy nowej stacji ratowników morskich SAR. Do 2010 usytuowany był na wschodnim falochronie. Wykonany z drewna.
- Obelisk upamiętniający gen. Stanisława Sosabowskiego, przy skrzyżowaniu ulic Jagiellońska i Grunwaldzka z rondem patrona obelisku.
- Pomnik „Pożarnikom Polskim” na Skwerze Pożarników
- Pomnik „Rybaka Mistrala” na ul. Kaszubskiej na terenie Starej Osady Rybackiej

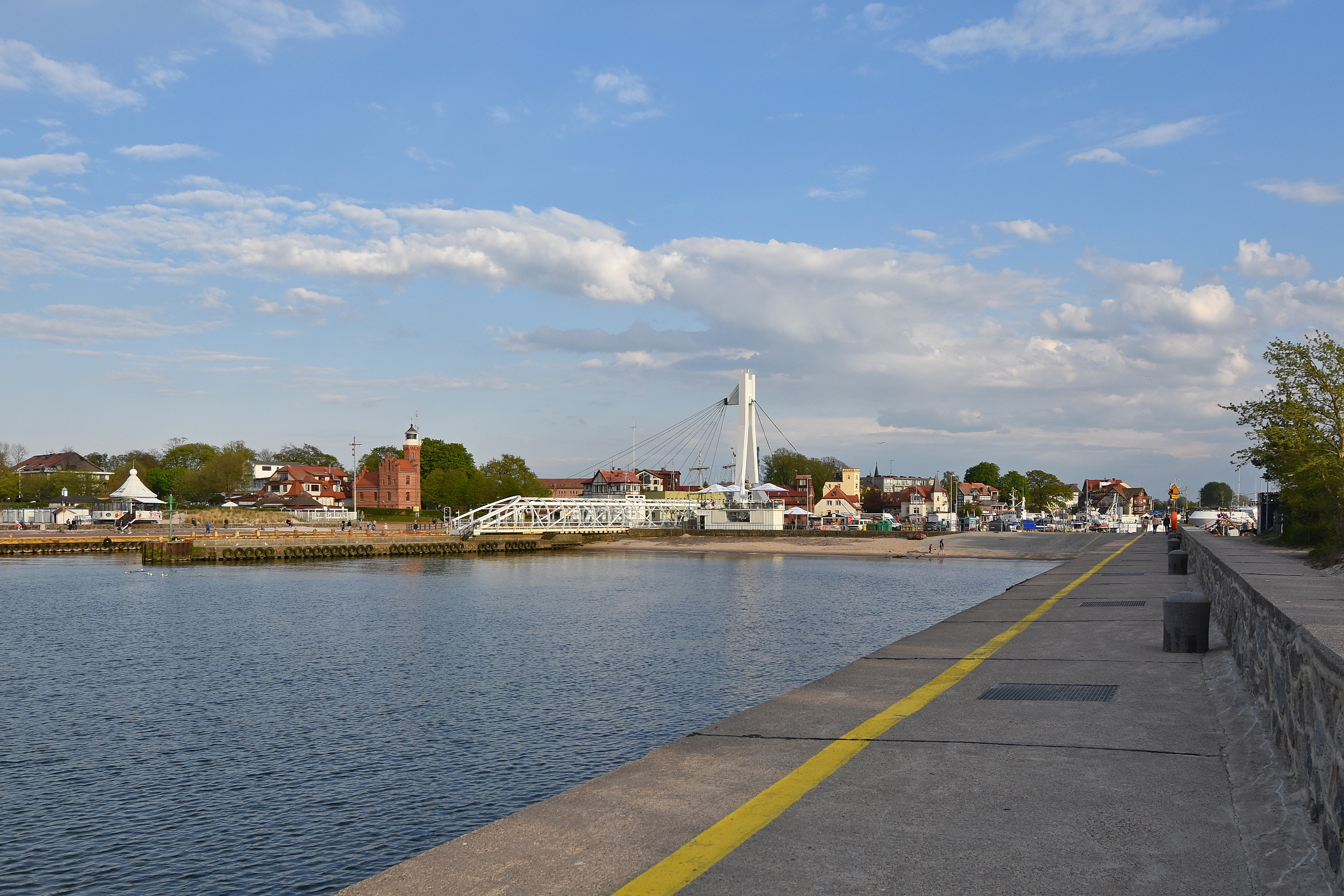
Widok na port z kładkę obrotową

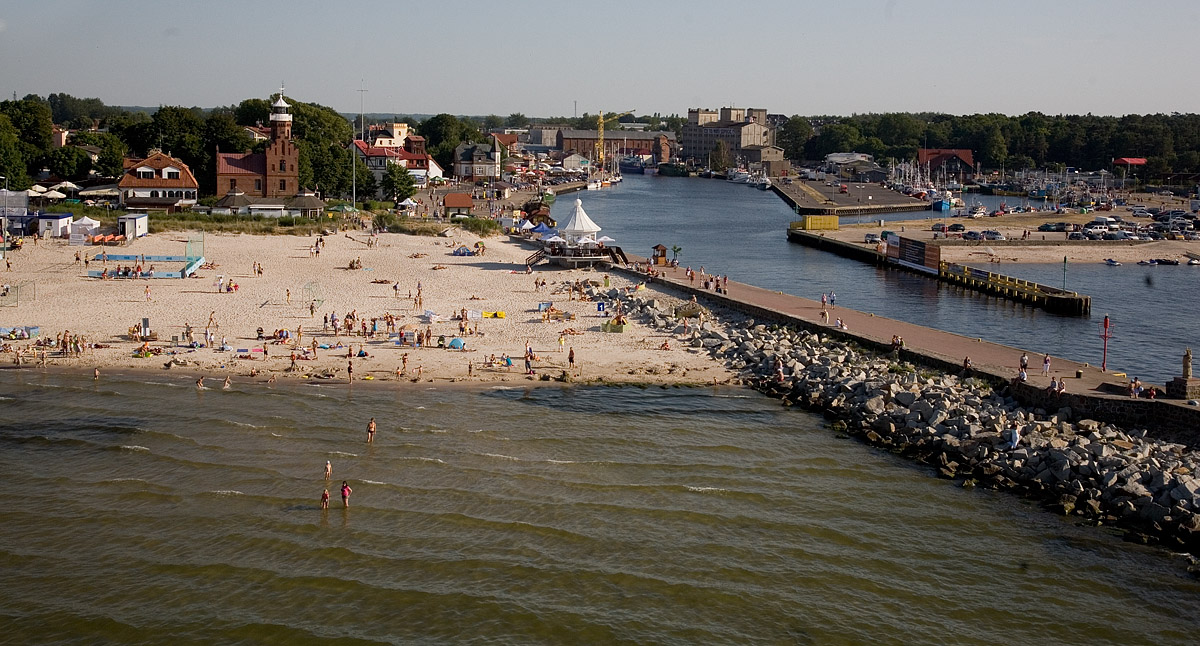
Port Ustka – z lotu ptaka

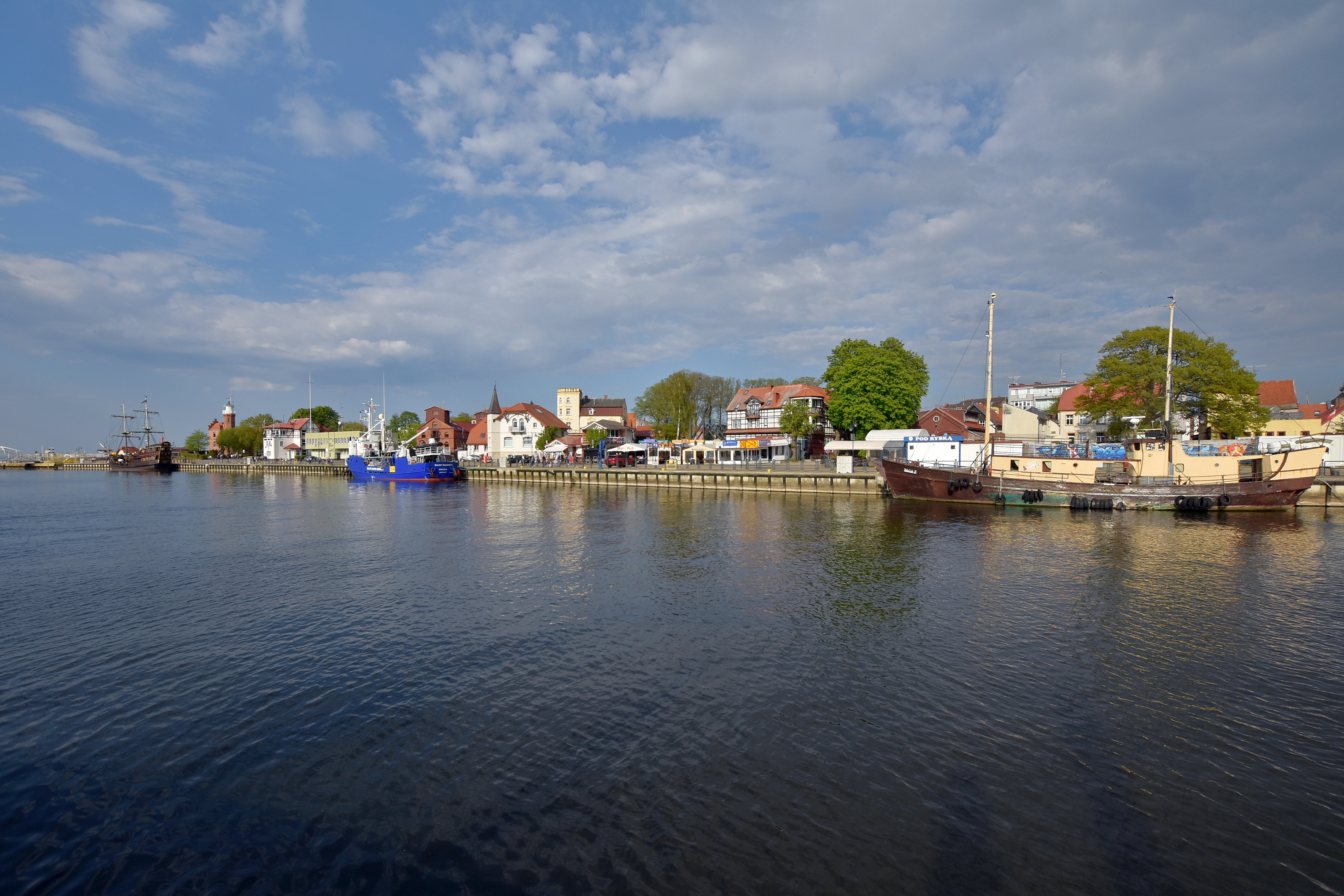
Nabrzeże portowe

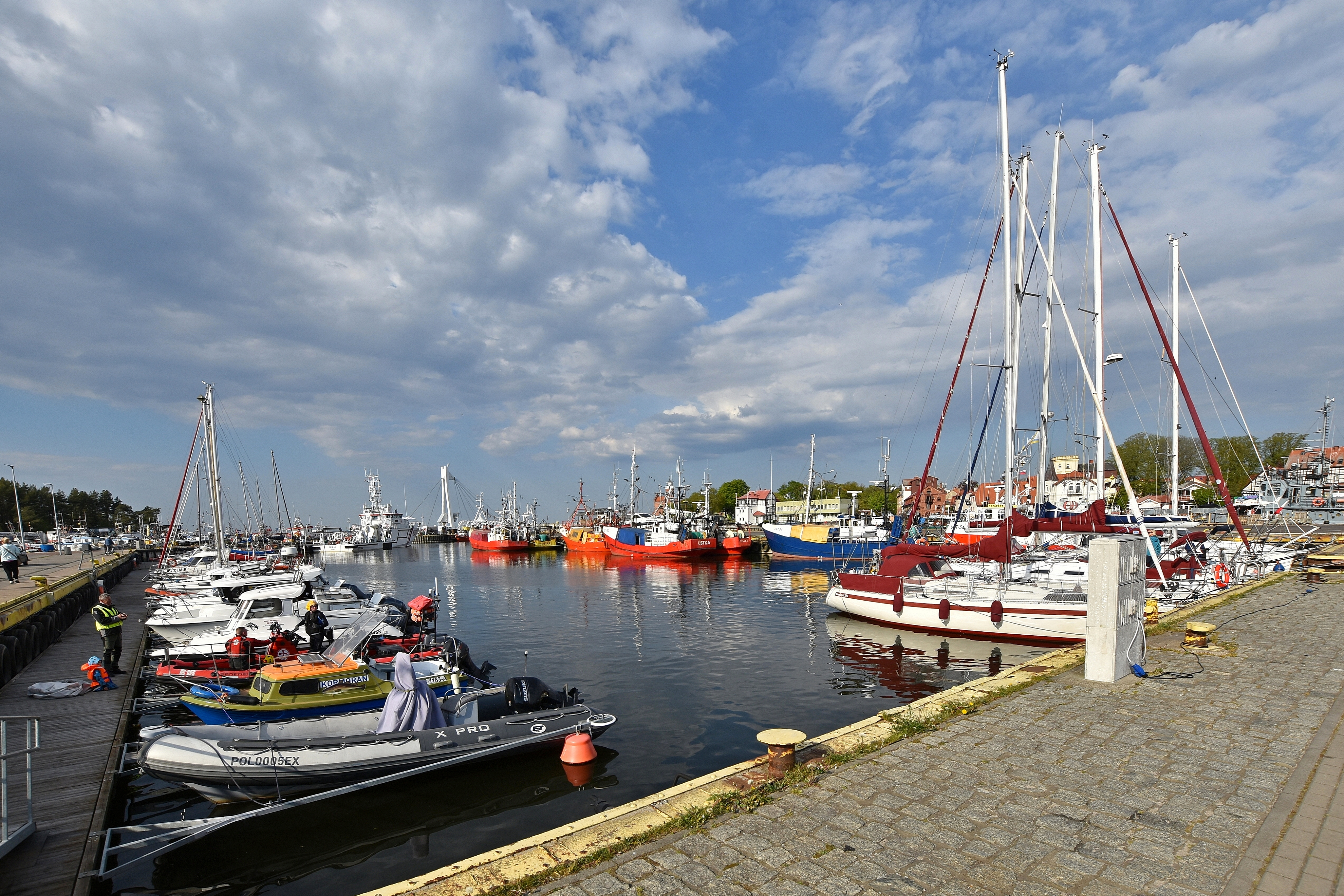
Ustka, port, jachty w basenie węglowym

## Gospodarka[45]
W 1858 r. zawinęły do Ustki statki z ponad 40 portów, a w 1868 r. z około 60 portów basenu Morza Bałtyckiego i Morza Północnego, najczęściej – oprócz niemieckich – z Kopenhagi, Norwegii (Stavanger, Bergen) i Amsterdamu. Angielskie żaglowce przybywały z Londynu, Newcastle, Sunderlanu, Liverpoolu i Hartlepoolu.
Liczba kutrów rybackich w Ustce w latach 1886–1939:
| 1886 | 1895 | 1900 | 1905 | 1919 | 1915 | 1920 | 1925 | 1930 | 1932 | 1939 |
| ---- | ---- | ---- | ---- | ---- | ---- | ---- | ---- | ---- | ---- | ---- |
| 2    | 29   | 21   | 26   | 34   | 49   | 65   | 61   | 54   | 49   | 50   |

W Ustce ostatni drewniany szkuner żaglowy spłynął na wodę w 1866 r. W roku następnym dwa szkunery, 38- i 39-łasztowy wzmocniono po raz pierwszy płytami galwanizowanymi oraz stalowymi.
W 1903 i 1904 zbudowano po jednym małym parowcu o pojemnościach odpowiednio 157 i 299 BRT.
Po I wojnie światowej i w latach kryzysu powojennego działalność w Ustce prowadziła jedna stocznia. Właściciel Józef Bartsch w swojej produkcji oferował łodzie wiosłowe, motorowe, jachty oraz drewniane i stalowe kutry rybackie.
Flota macierzysta Ustki w 1906 r.:
- „Stadt Stolp” – parowiec śrubowy; szkuner 415,4 m³, 146,6 BRT
- „Pomerania” – szkuner z żaglami gaflowymi 639,0 m³, 225,6 BRT
- „Mathilde” – parowiec śrubowy; szkuner 1951,9 m³, 689,0 BRT
- „Pomerania” – parowiec śrubowy; szkuner z żaglem gaflowym 305,3 m³, 107,8 BRT
- „Fritz” – parowiec śrubowy z 3 drewnianymi masztami 466,4 m³, 164,7 BRT
- „Martha” – parowiec śrubowy 445,0 m³, 157,0 BRT
- „Frieda” – parowiec śrubowy 846,6 m³, 298,9 BRT
- ponadto 1 żaglowiec (szkuner gaflowy) 19,3 BRT

W pierwszych latach ubiegłego stulecia Ustka wzbogaciła się o mleczarnię oraz gazownię (w 1904 r.), którą rozbudowano w latach 1937 i 1938 r. Po pierwszej wojnie powstała tu niewielka fabryczka maszyn (przy tzw. drodze Eldorado, na lewym brzegu rzeki), do której należał warsztat naprawczy samochodów. W 1937 r. rozpoczęła produkcję fabryczka kiełbas z wątróbek dorszowych.
W 1947 r. w Ustce czynne były między innymi zakłady związane z gospodarką morską: „Stocznia” – warsztaty mechaniczne zatrudniały 260 pracowników, 3 wędzarnie – łącznie 61 pracowników, zakład konserwowy „Światowid” – 55 pracowników, Miejskie Zakłady Gazowni, Wodociągów i Kanalizacji – 25 pracowników. Prócz tego pracowały zakłady rzemieślnicze zatrudniające po kilka osób.
Na 30 kwietnia 2004 zacumowanych w porcie Ustka było 117 kutrów i łodzi rybackich. Na terenie miasta zlokalizowane są także firmy branżowo związane z rybołówstwem – zakłady mechaniczne i elektromechaniczne, sieciarnie. Ważnym elementem całego sektora są przetwórnie ryb. Dawne duże przedsiębiorstwa państwowe zatrudniające w czasach PRL po kilka tysięcy osób albo zbankrutowały (Stocznia Ustka SA), albo zostały sprywatyzowane. Na terenie dawnej stoczni zlokalizowane są nieduże prywatne spółki branżowo związane z rybołówstwem lub przemysłem okrętowym. Działalność ta jest jednak zanikająca i przewiduje się w przyszłości turystyczno-rekreacyjny charakter dawnych terenów przemysłowych. Teren drugiego pod względem wielkości państwowego przedsiębiorstwa PPiUR „Korab” został sprzedany i obecnie działają tam przedsiębiorstwa z branży turystyczno-noclegowej (osiedle deweloperskie przy ul. Na Wydmie), pensjonaty. W innej jego części zlokalizowano pierwszą na polskim wybrzeżu aukcję rybną, sieciarnię (firma duńska) oraz usługi.

## Transport

### Kolej

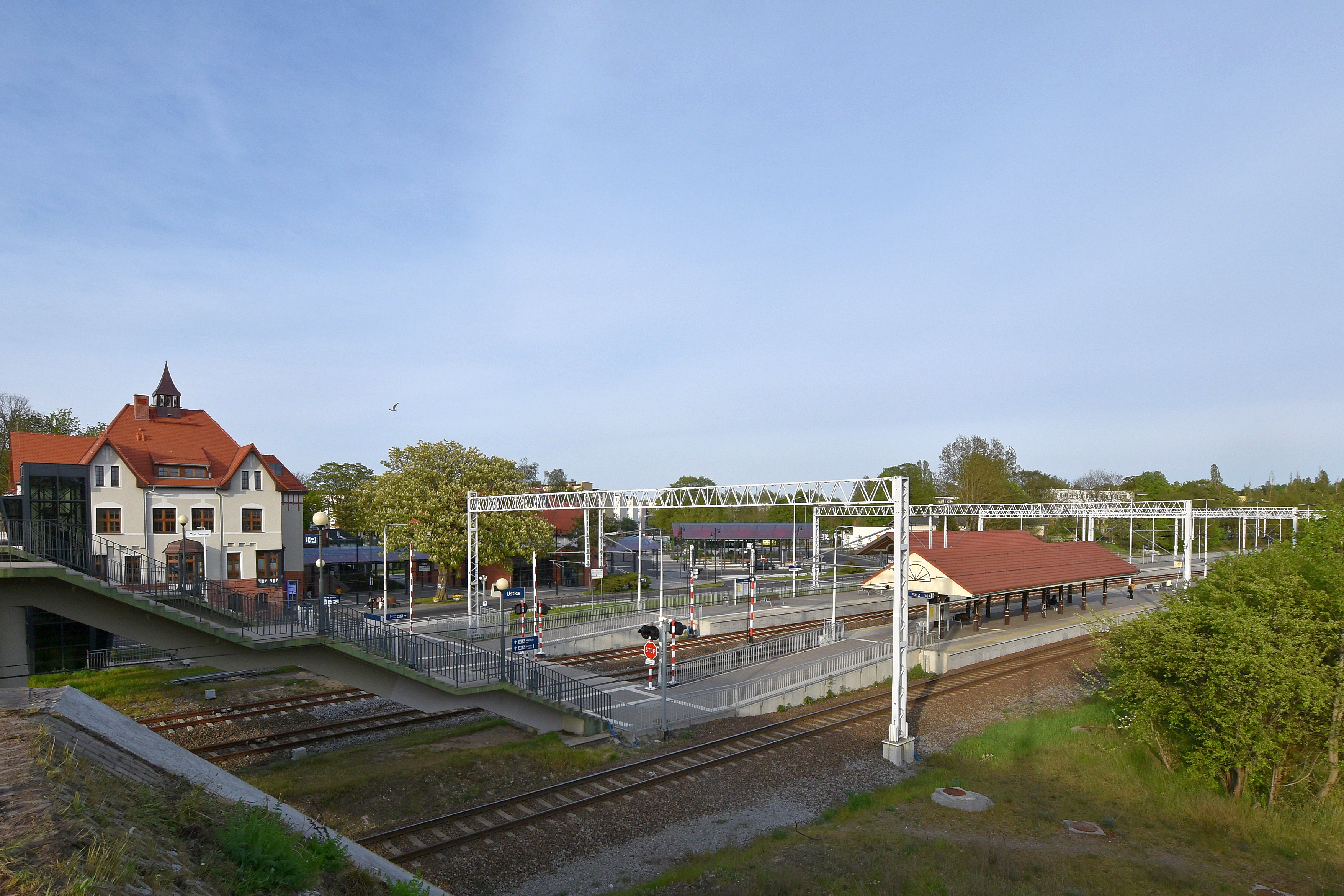
Dworzec kolejowy i w głębi autobusowy

Ustka stanowiła niegdyś stację węzłową, skąd odchodziły linie kolejowe:
- Piła Główna – Ustka
- Sławno – Ustka o długości 36 km
- Komnino – Ustka o długości 24 km

W tej chwili istnieje tylko linia kolejowa Piła Główna – Ustka, pozostałe dwie zostały rozebrane po 1945 przez Armię Czerwoną jako zdobycz wojenna.
Na terenie miasta znajdują się obecnie dwa czynne przystanki kolejowe: Ustka oraz Ustka Uroczysko.
Jest to linia kolejowa jednotorowa zelektryfikowana.

### Transport autobusowy

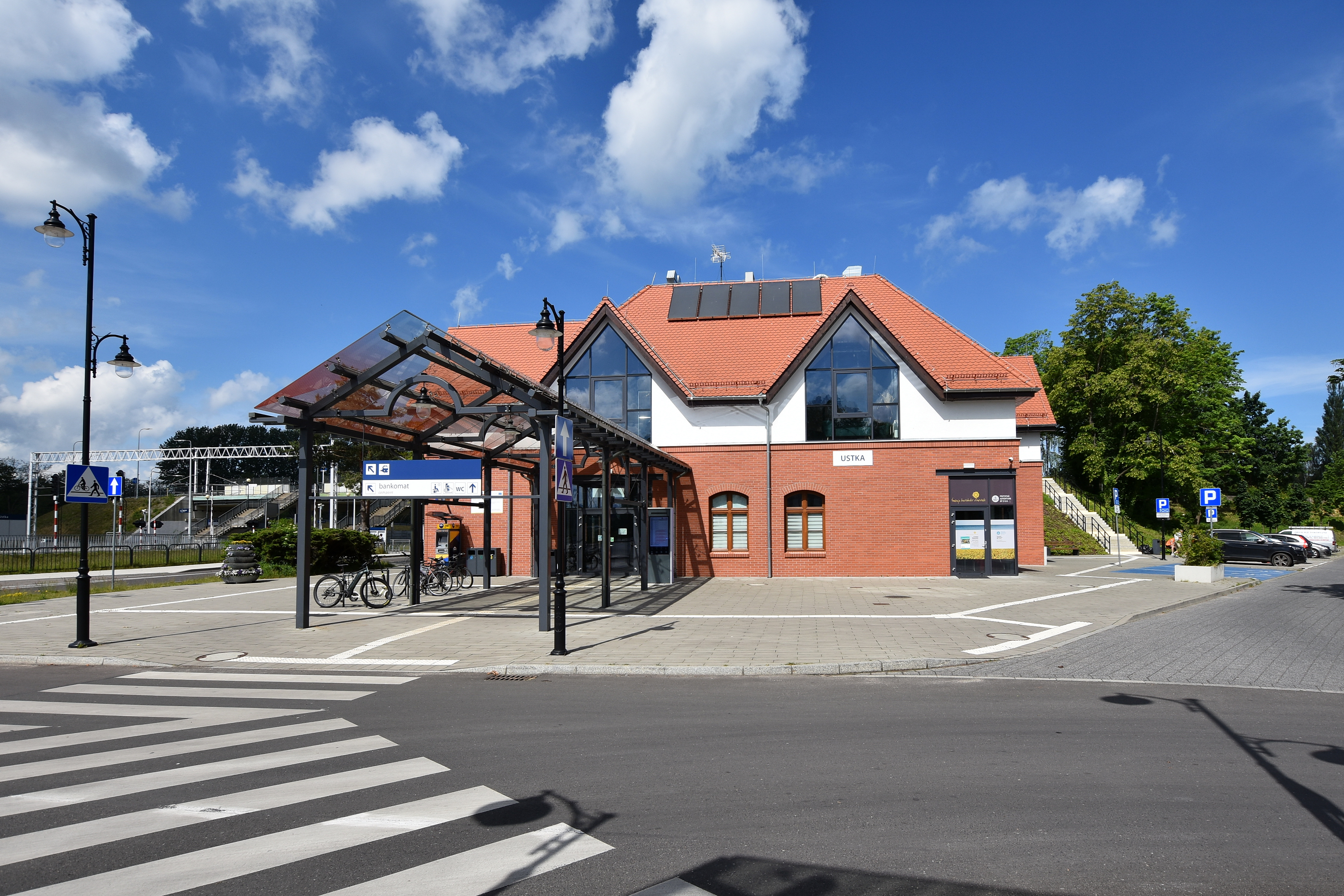
Dworzec autobusowy

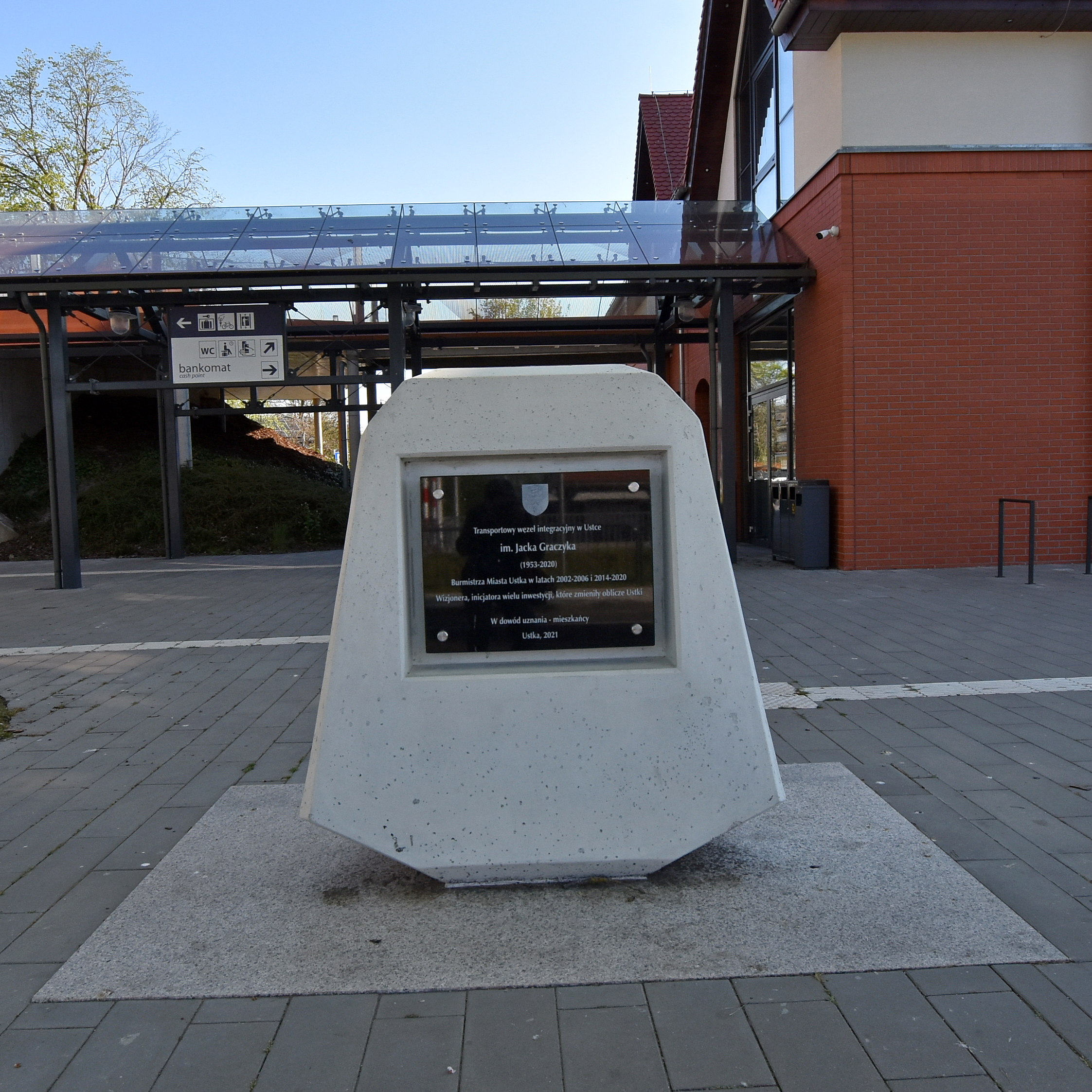
Upamiętnienie

Z Ustki drogą krajową nr 21 można dojechać do Słupska autobusami firm:
- Przedsiębiorstwo Państwowej Komunikacji Samochodowej w Słupsku S.A. – linia 200 – trasa do Słupska[49]
- Nord Express sp. z o.o. – linia 500 – trasa do Słupska[50]
- Usługi Przewozowe „Ramzes Wodnica” – linia 500 – trasa do Słupska[51]

Z Ustki istnieje połączenie do Osiedla Przewłoka, wsi Przewłoka i Wodnica
Na zlecenie gminy wiejskiej Ustka usługi przewozowe z Ustki do wielu miejscowości gminnych świadczą ponadto:
- Usługi Przewozowe „Ramzes Wodnica”
- „Lazur Poddąbie” sp. z o.o.

Z Ustki jest wiele połączeń dalekobieżnych Przedsiębiorstwa Państwowej Komunikacji Samochodowej w Słupsku S.A.:
całorocznych do:
- Hrubieszowa
- Katowic
- Jeleniej Góry
- Warszawy
- Zakopanego (przez Toruń)

sezonowych do:
- Łodzi
- Kłodzka
- Rowów
- Zakopanego (przez Grudziądz)

Od 12 lipca 2018 roku w Ustce została wprowadzona darmowa komunikacja miejska dla mieszkańców oraz turystów, którzy uiścili opłatę uzdrowiskową.

## Kultura

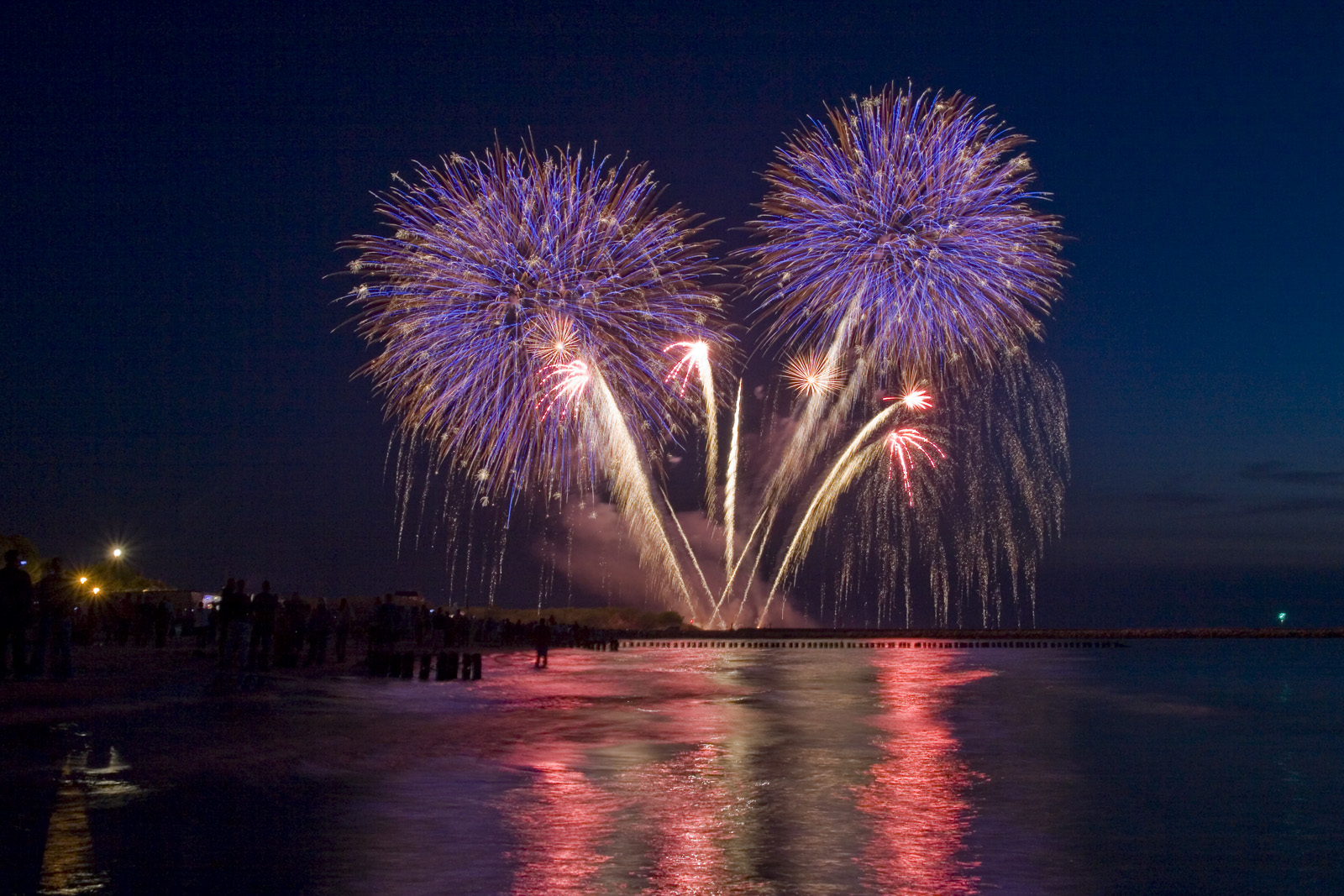
Ogólnopolski Festiwal Sztucznych Ogni w Ustce w 2010 roku

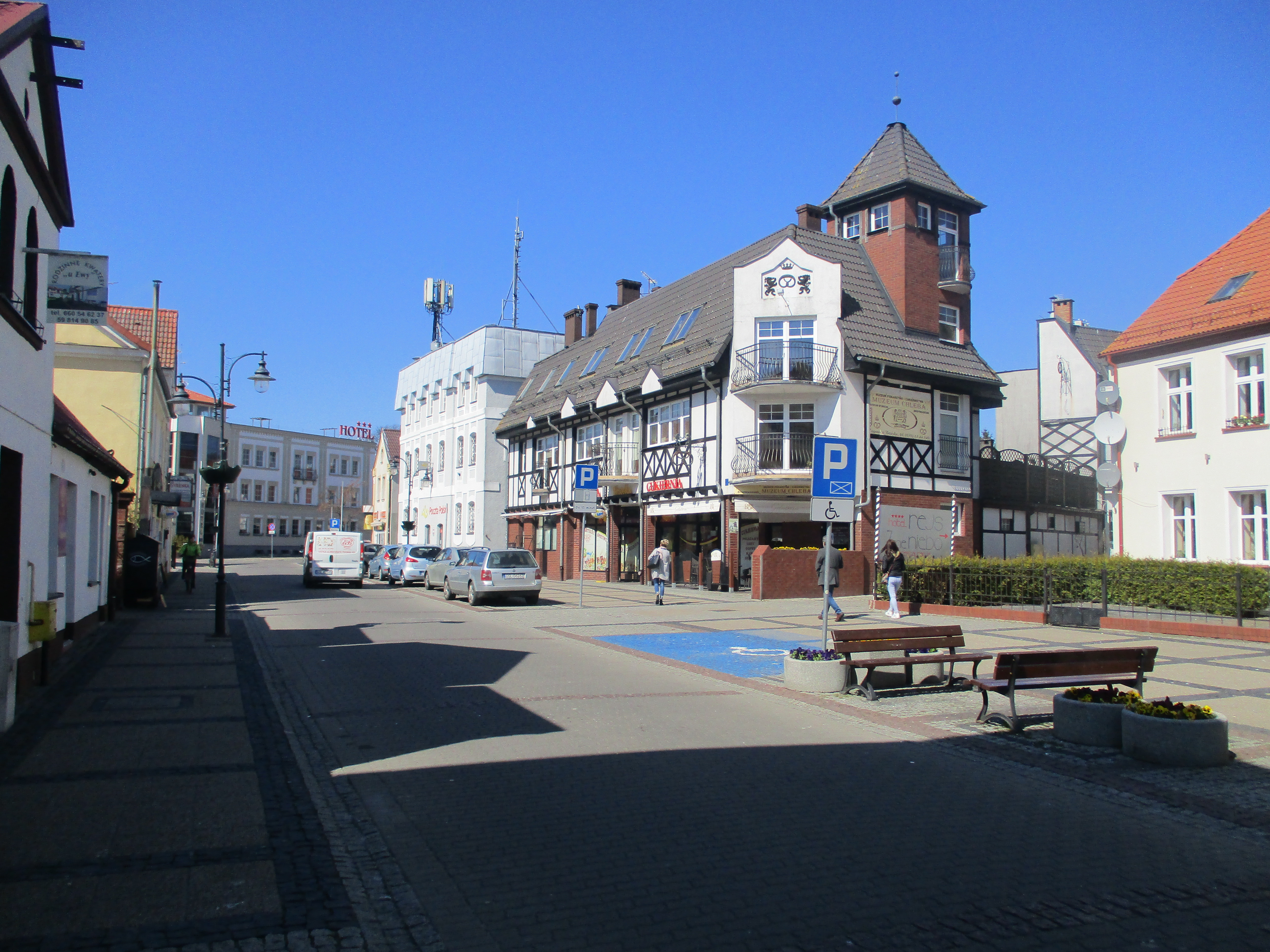
Muzeum Piekarnictwa i Cukiernictwa

| Instytucje kultury w Ustce - Centrum Aktywności Twórczej w Ustce - Dom Kultury - Kino „Delfin” - Biblioteka Miejska - Muzeum Ziemi Usteckiej - Muzeum Piekarnictwa i Cukiernictwa (znajdujące się na poddaszu starej piekarni, gdzie zobaczyć można dawny sprzęt piekarniczy, m.in. XVII-wieczne urządzenie do wyrabiania ciasta, mieszadła do ciast i masy kremowej czy gofrownice z początku XX wieku) - Muzeum Statków - Muzeum Bursztynu otwarte w 2020 - Muzeum Figur Woskowych | Cykliczne imprezy kulturalno-rekreacyjne w Ustce - Columbus Festiwal Wiatru- pokazy lotnicze i motoparalotniowe - Grand Lubicz Festiwal Światła - Mistral Festiwal- Festiwal Ulicznych Reakcji Artystycznych - „Bielsko Biała i Beskidy w Ustce” - Ustka Charlotta Enduro Extreme - Dni Morza - Sound of Gravity- święto sportów ekstremalnych - Bursztynowy weekend (Mistrzostwa Polski w wypłukiwaniu bursztynu „Złoto Bałtyku”) - 14–15 sierpnia – Święto Miasta, czyli „Dożynki Rybne” - Hip-Hop na fali - Pokaz Mody z firmą Pierre Rene (coroczny) Wiele lat mieszkał tu i tworzył pisarz dr Marian Majkowski. |

### Media
- Radio
  - W Ustce na stałe stacjonuje korespondent Polskiego Radia Koszalin, który przekazuje również relacje do ogólnopolskich rozgłośni Polskiego Radia.
- Prasa
  - „Ziemia Ustecka” – bezpłatny dwumiesięcznik, najstarsza gazeta ustecka (istnieje od 2000 roku)
  - „Kurier Ustecki” – bezpłatny dwutygodnik
  - Głos Pomorza – Dziennik Pomorza Środkowego
  - „Dziennik Słupski” – dodatek Dziennika Bałtyckiego
  - „Nasze Miasto” – bezpłatny dziennik Słupska i Ustki
  - „Zbliżenia” – dwutygodnik regionalny

## Oświata[21]

### Szkolnictwo do 1939
Przez cały XIX w. w Ustce była tylko jedna szkoła powszechna, początkowo kilkuklasowa – elementarna, następnie o pełnym zakresie edukacji stopnia podstawowego. W roku szkolnym 1897/98 pracowało w niej
6 nauczycieli, a w 1917 r. 8 nauczycieli i 3 nauczycielki.
W budynku szkoły mieściły się odrębne klasy szkoły średniej niższego szczebla.
W końcowych latach XIX w. założono w Ustce państwową szkołę nawigacyjną pierwszego stopnia (niem. die Konigliche Navigationsvorschule). Szkoła ta stale borykała się z brakiem dostatecznej liczby kandydatów. Zlikwidowano ją w 1910 roku.

### Szkolnictwo po 1945
W roku szkolnym 1977/78 do szkół podstawowych uczęszczało 1731 uczniów, Liceum Ogólnokształcące ukończyło 58 uczniów, a szkołę zawodową 65.

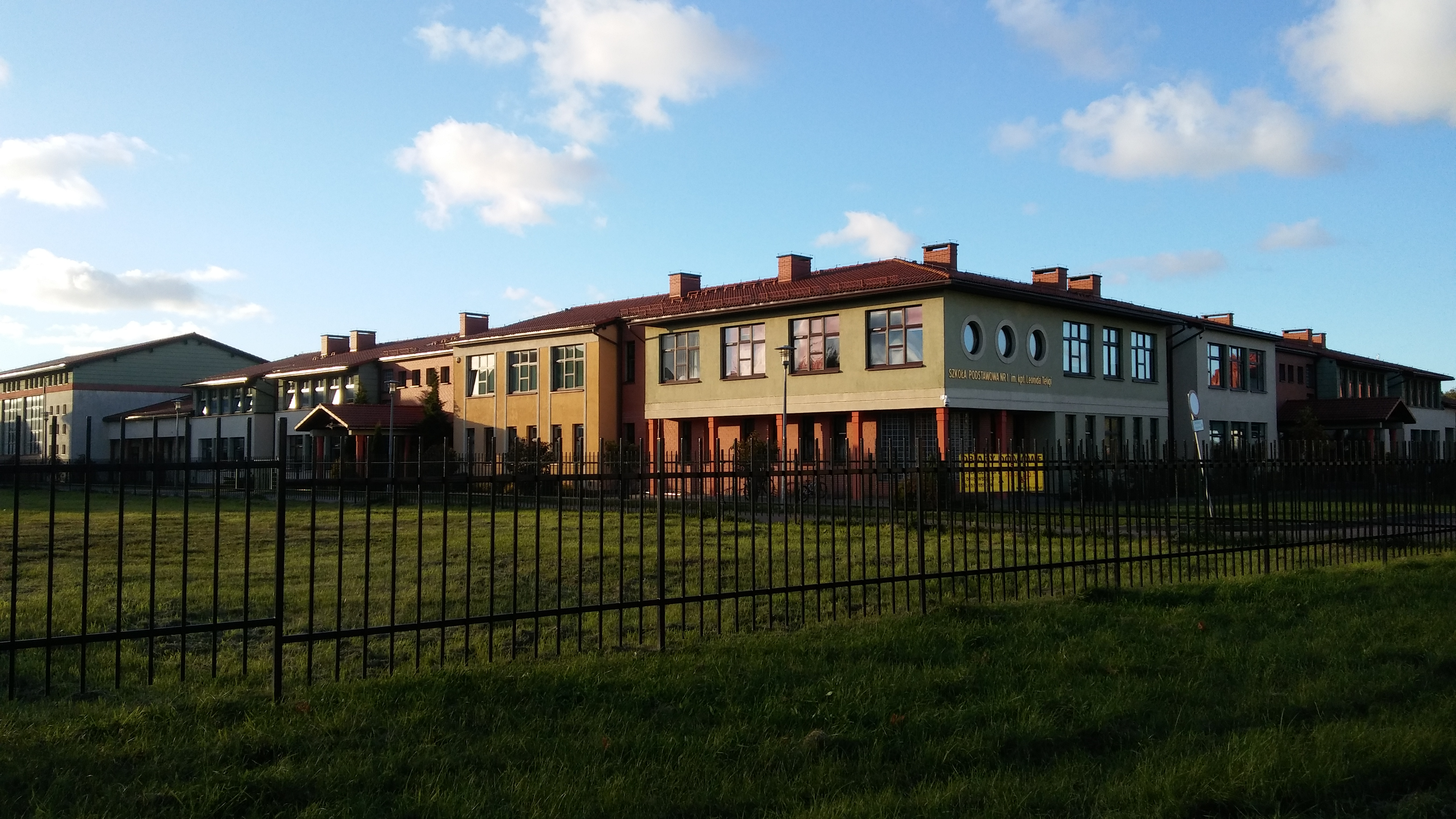
Szkoła Podstawowa nr 1 im. kpt. Leonida Teligi

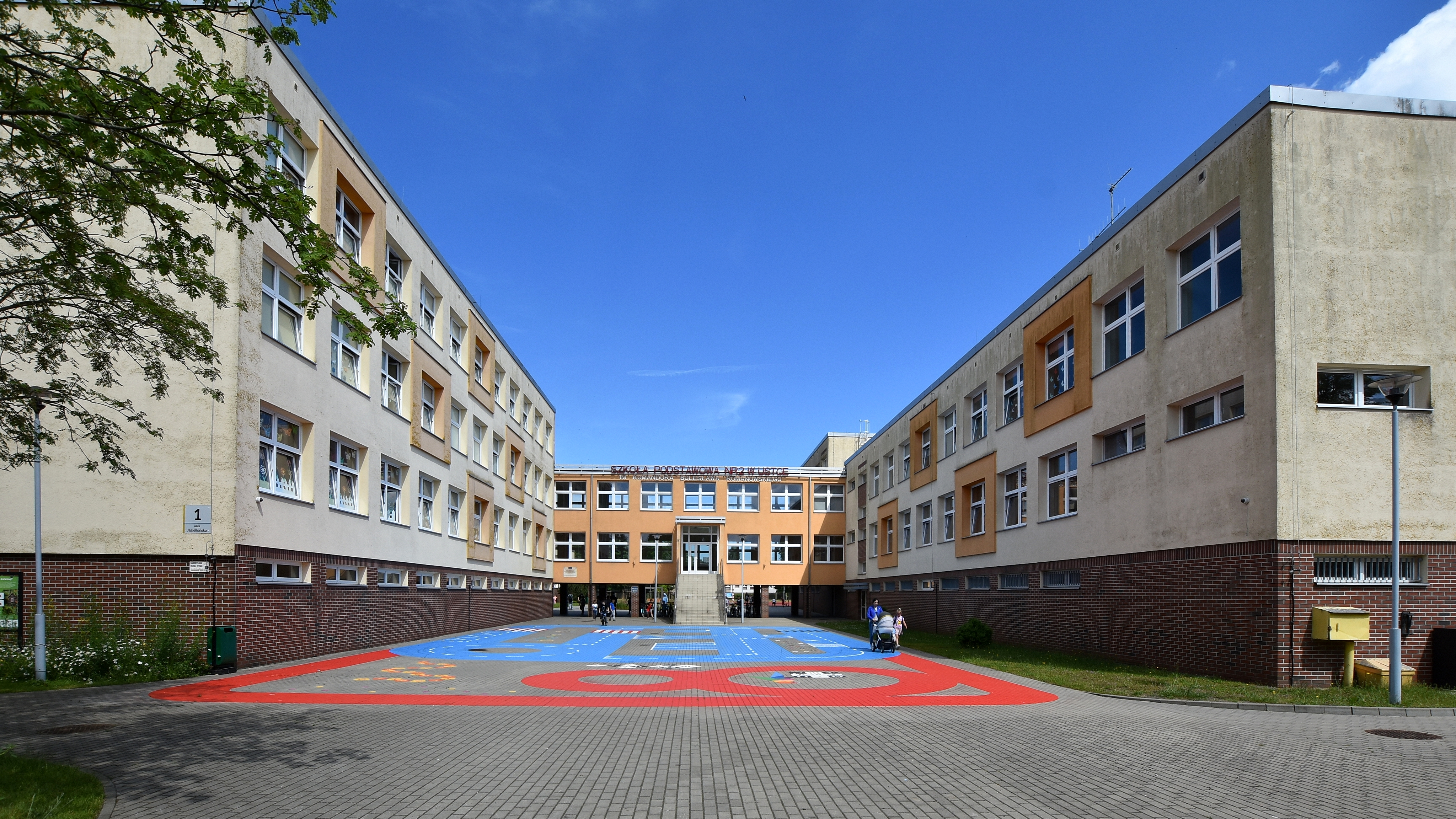
Szkoła Podstawowa nr 2 im. komandora Bolesława Romanowskiego

#### Szkoły podstawowe
- Szkoła Podstawowa nr 1 im. kpt. Leonida Teligi,
- Szkoła Podstawowa nr 2 im. kmdra Bolesława Romanowskiego,
- Szkoła Podstawowa nr 3 im. gen. Mariusza Zaruskiego.

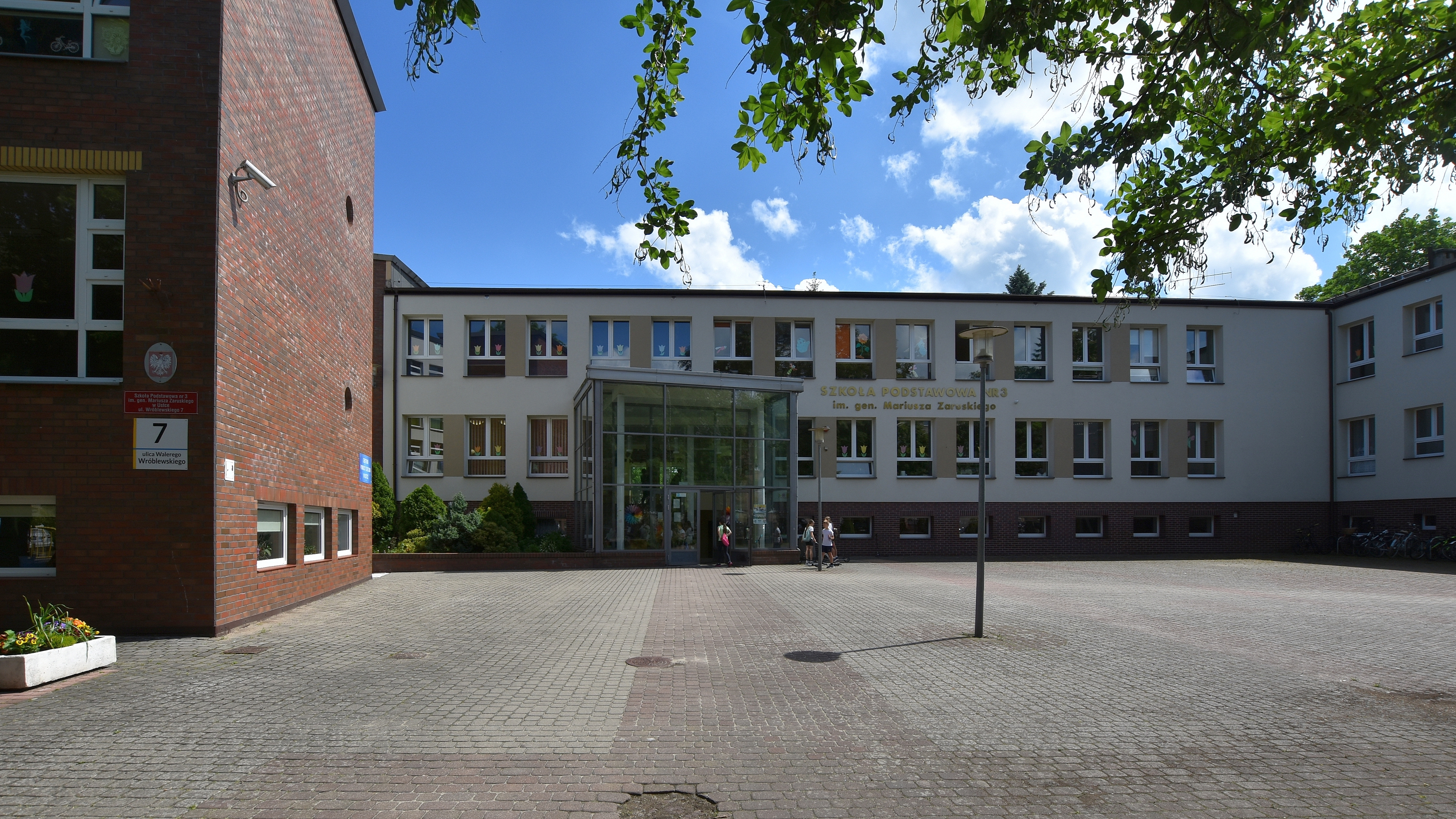
Szkoła Podstawowa nr 3 im. gen. Mariusza Zaruskiego

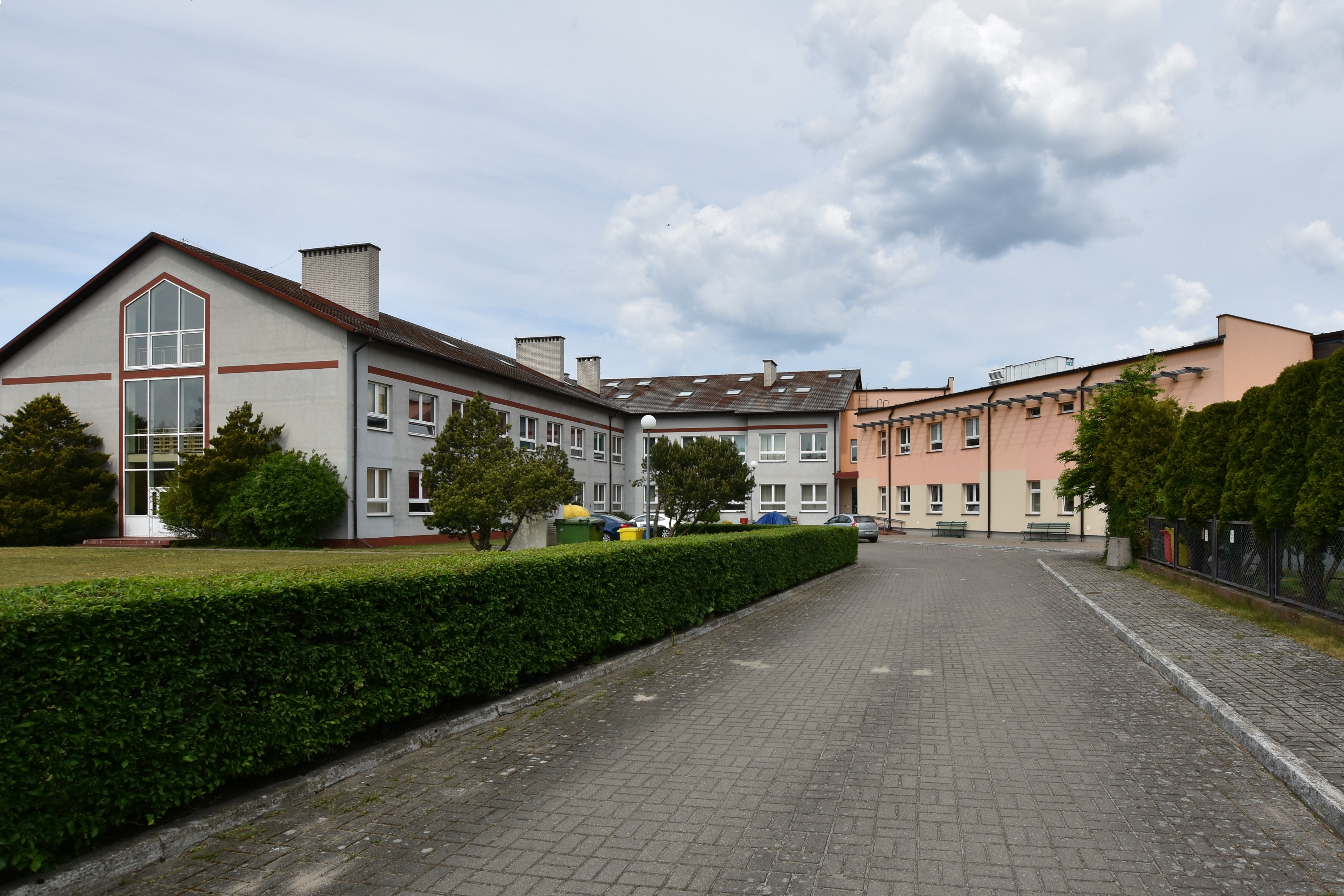
Zespół Szkoł Ogólnokształcących i Technicznych

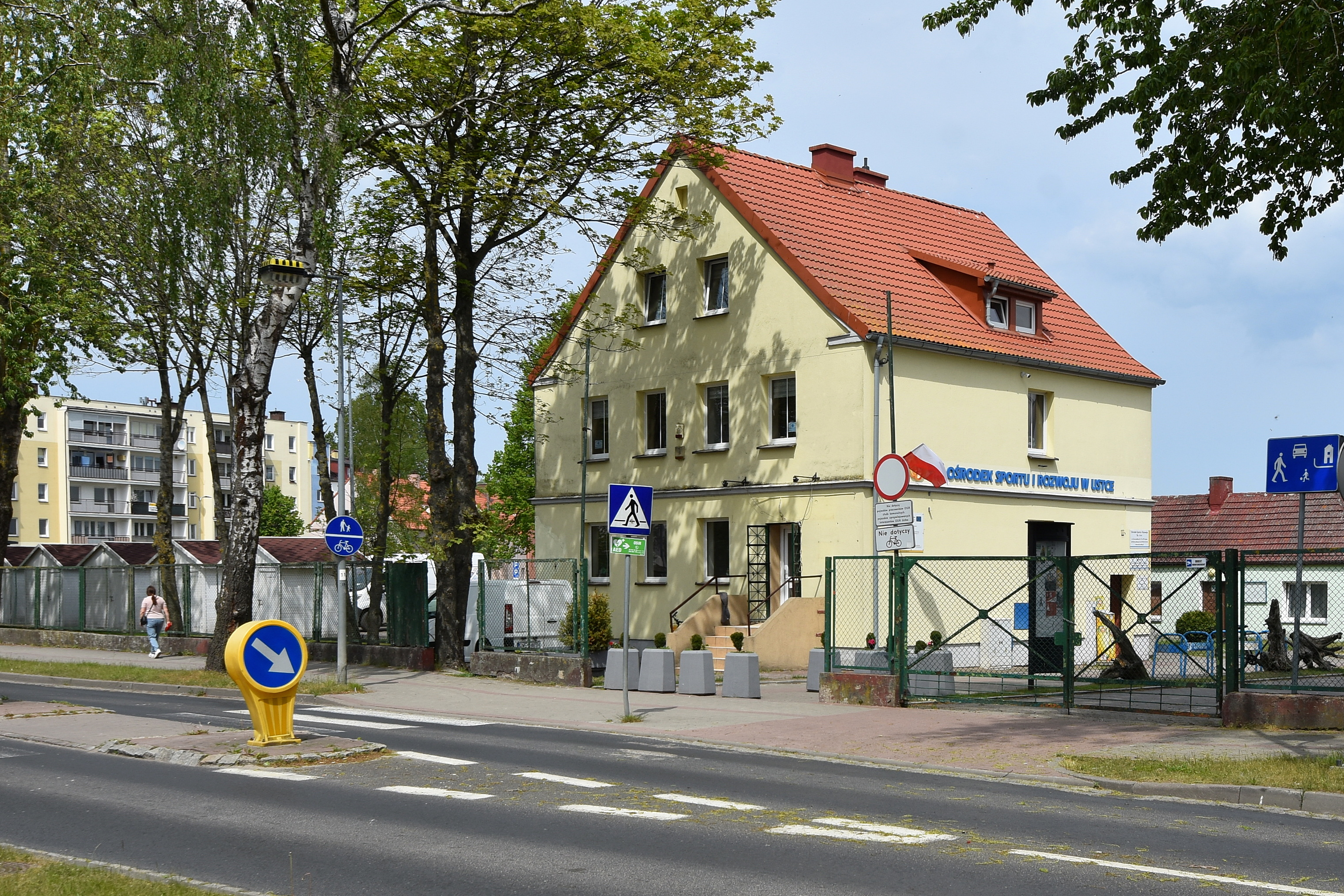
Ośrodek Sportu i Rozwoju

#### Szkoły ponadpodstawowe
- Zespół Szkół Technicznych:
  - Technikum
  - Technikum Uzupełniające dla Dorosłych
  - Zasadnicza Szkoła Zawodowa
- Zespół Szkół Ogólnokształcących im. Mikołaja Kopernika:
  - Liceum Ogólnokształcące
  - Liceum dla Dorosłych

#### Szkoły wyższe
- Zamiejscowy Ośrodek Dydaktyczny Akademii Marynarki Wojennej im. Bohaterów Westerplatte

#### Towarzystwa oświatowe
- Ustecki Uniwersytet Trzeciego Wieku
- Usteckie Towarzystwo Oświatowe
- Ustecki oddział IQ Szkoła Pamięci

## Sport

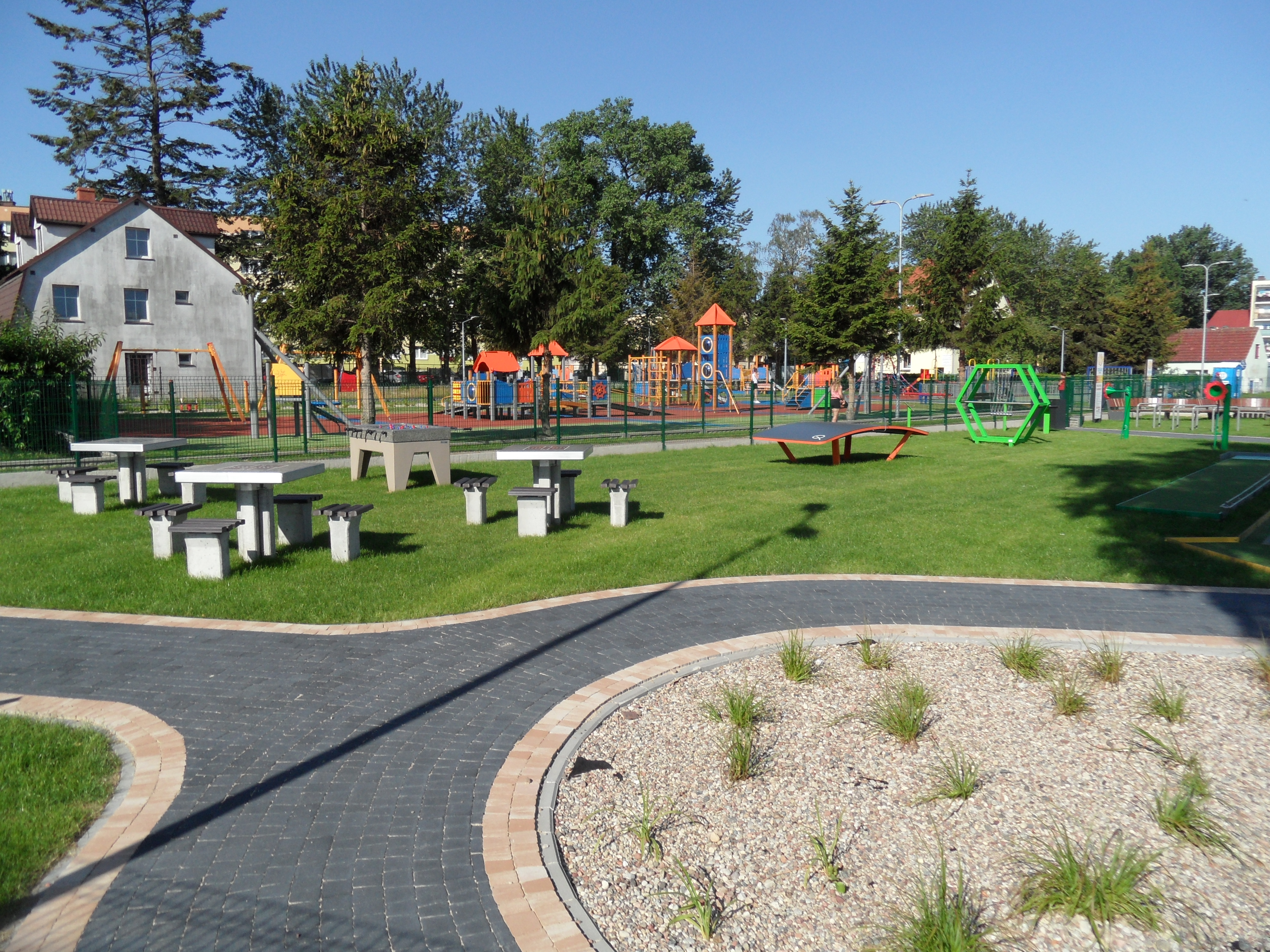
Ustka, ul. Grunwaldzka, plac zabaw OSiR

Miejski Ośrodek Sportu i Rekreacji

### Kluby i towarzystwa sportowe
- Miejski Klub Sportowy „Jantar Ustka”
- Lekkoatletyczny Klub Sportowy „Jantar Ustka”
- Klub Tenisa Stołowego
- Stowarzyszenie Turystyczno Sportowe „STS Ustka”
- Stowarzyszenie Sympatyków Piłki Ręcznej „Szczypiorniak Ustka”
- Stowarzyszenie „Yacht Klub Ustka”
- Związek Kulturystyki i Fitness
- Towarzystwo Krzewienia Kultury Fizycznej
- Ustecki Towarzystwo Sympatyków Sportu

### Uczniowskie Kluby Sportowe
- Bałtyk
- Fala
- Słupia
- Kyokushin
- Hetman
- Opty
- Jijitsu Gepard
- Tennis Team Club

### Usteccy sportowcy
- Natasza Caban
- Tomasz Iwan
- Barbara Madejczyk
- Agnieszka Pogroszewska
- Kazimierz Adach

## Wspólnoty wyznaniowe
- Chrześcijańska Wspólnota Ewangeliczna:
  - placówka misyjna w Ustce[53]
- Kościół greckokatolicki:
  - greckokatolicki ośrodek duszpasterski przy kościele Najświętszego Zbawiciela[54]
- Kościół rzymskokatolicki:
  - parafia św. Pio[55]
  - parafia Najświętszej Maryi Panny Gwiazdy Morza z siedzibą w Przewłoce[56]
  - parafia Najświętszego Zbawiciela[57]
  - parafia wojskowa św. Marka Ewangelisty
- Kościół Zielonoświątkowy:
  - zbór w Ustce[58]
- Świadkowie Jehowy:
  - zbór Ustka-Wschód[59]
  - zbór Ustka-Zachód (Sala Królestwa ul. Dunina 12)[59]

## Administracja

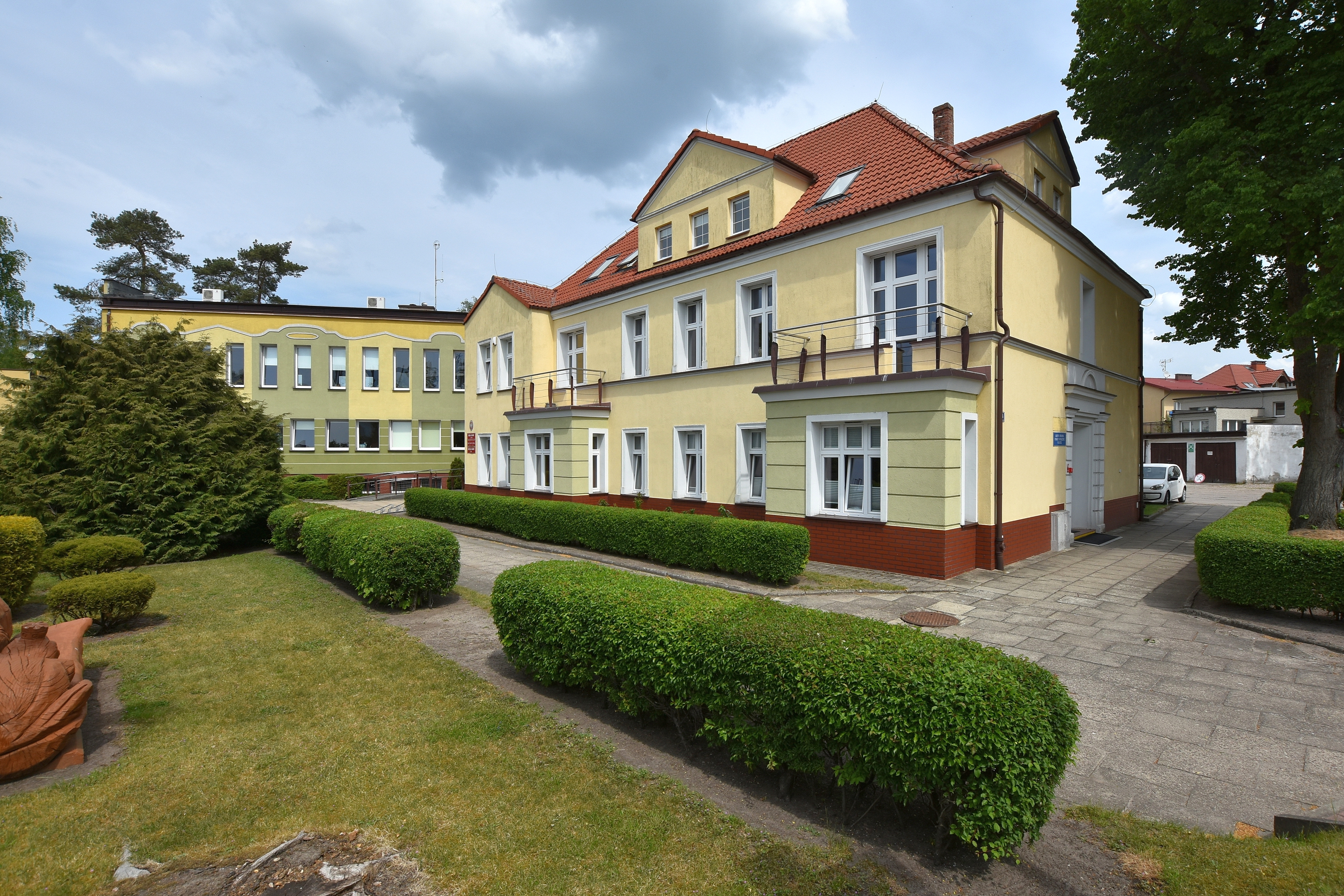
Budynek Urzędu Gminy Ustka, ul. Dunina

Ustka ma status gminy miejskiej. Mieszkańcy wybierają do Rady Miasta Ustka 15 radnych.
Mieszkańcy wybierają radnych do sejmiku województwa w okręgu nr 1. Posłów na Sejm wybierają z okręgu wyborczego nr 26, senatora z okręgu nr 62, a posłów do Parlamentu Europejskiego z okręgu nr 1.
Ustka znajduje się we właściwości miejscowej Sądu Rejonowego w Słupsku, Sądu Okręgowego w Słupsku i Samorządowego Kolegium Odwoławczego w Słupsku.

## Miasta i gminy partnerskie
- Bielsko-Biała – porozumienie o współpracy zawarte 20 lipca 2002 r.[63]
- Słupsk – deklaracja współpracy partnerskiej w ramach Dwumiasta 13 lipca 2003 r.

## Współpraca międzynarodowa
Miasta i gminy partnerskie:
- Enkhuizen (Holandia) – umowa partnerska podpisana 5 maja 1992 r.[64]
- Kappeln (Niemcy) – umowa partnerska została zawarta 8 maja 1991 r.[65]
- Palanga (Litwa) – porozumienie zostało zawarte 8 lipca 2006 r.[66]

Od 2008 roku miastem partnerskim Ustki było także rosyjskie miasto Pionierskij. Po rosyjskiej napaści na Ukrainę w 2022 roku umowa o współpracy została zerwana.

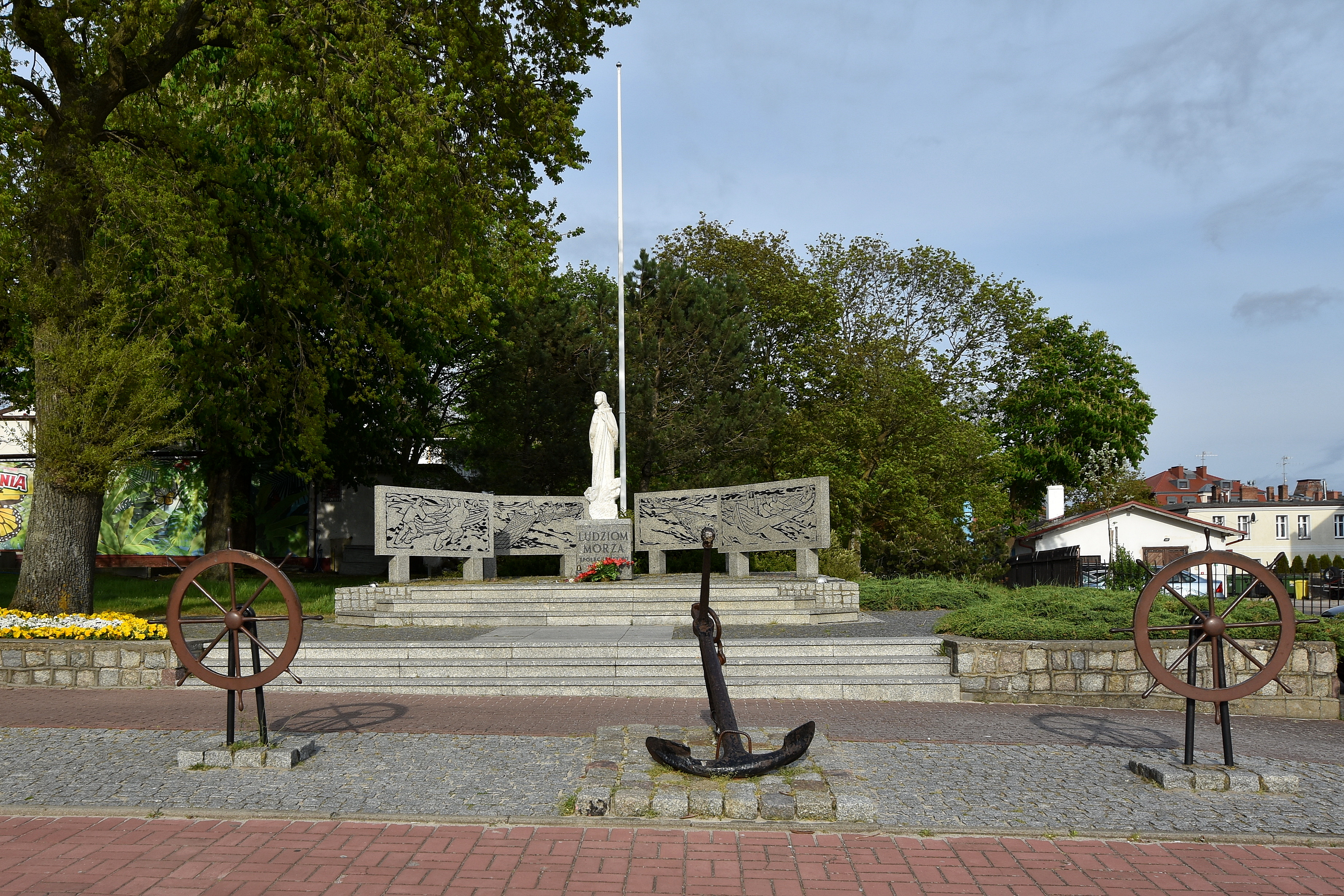
Pomnik Ludziom Morza
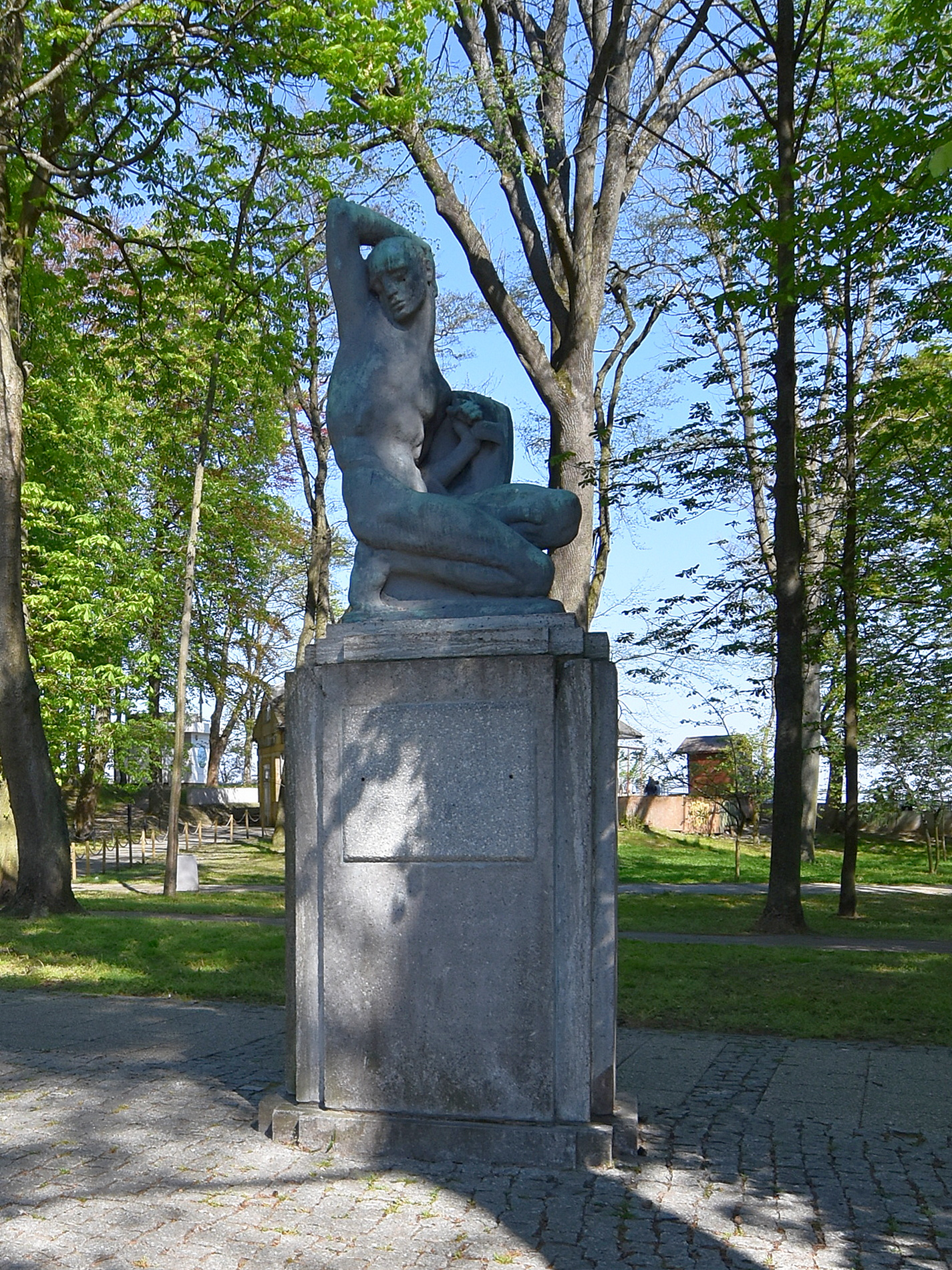
Pomnik umierającego wojownika dłuta Josefa Thoraka
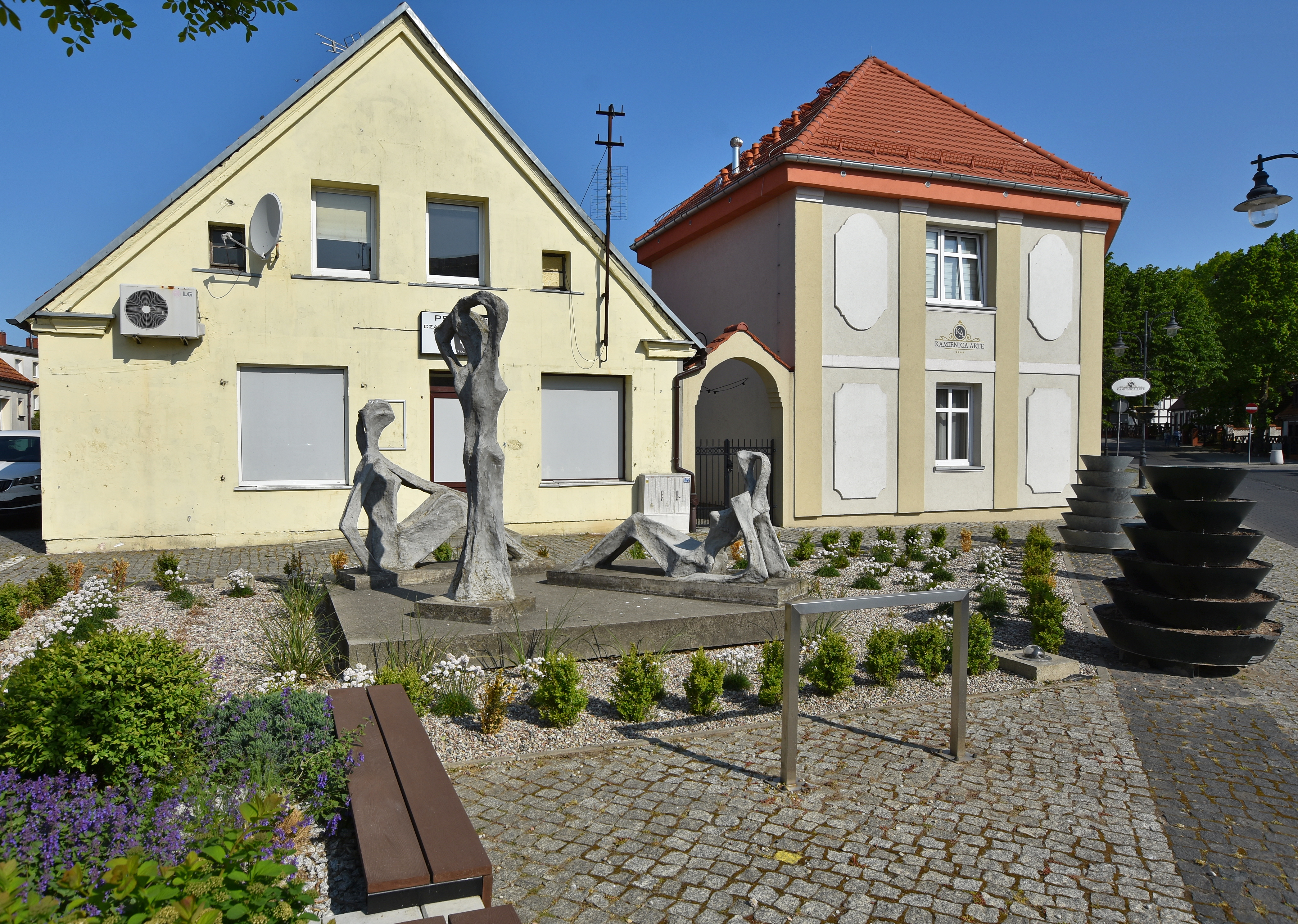
Trzy Gracje Jana Konarskiego